# Меир, Голда
Го́лда Ме́ир (ивр. גולדה מאירо файле‎, фамилия по мужу — Меерсон (ивр. מאירסון‎), урождённая Голда Ицковна Мабович (идиш מאַבאָוויטש‎); 21 апреля [3 мая] 1898 года, Киев, Российская империя — 8 декабря 1978 года, Иерусалим, Израиль) — израильская политическая и государственная деятельница, 4-й премьер-министр Израиля (1969—1974), единственная в истории Израиля женщина на этом посту. Одна из основателей государства Израиль в 1948 году.
Родилась в бедной еврейской семье в Киеве. Выросла в США, иммигрировала в подмандатную Палестину в начале 1920-х годов. С конца 1920-х годов — активистка рабочих сионистских организаций, функционер федерации профсоюзов Гистадрут и Еврейского агентства, член Национального совета. В период суверенитета — депутат кнессета, посол Израиля в СССР (1948—1949), министр труда и социальной защиты (1949—1956), министр иностранных дел (1956—1966), генеральный секретарь партий МАПАЙ и «Авода» (1966—1968). Внесла значительный вклад в формирование в Израиле прогрессивного трудового законодательства, обустройство большого числа репатриантов, установление связей с государствами Чёрной Африки.
Избрана премьер-министром Израиля после смерти Леви Эшколя, дважды переизбиралась. В 1970 году была также министром внутренних дел. Продолжала курс на переориентацию внешней политики Израиля на США, добивалась возможности прямых мирных переговоров с арабскими странами, в то же время отвергая требования о предварительных территориальных уступках. В 1973 году, в день поста Йом-кипур, войска Египта и Сирии атаковали Израиль; в последовавшей войне Израилю удалось избежать поражения, но неготовность правительства Меир к вторжению стала причиной её ухода в отставку весной 1974 года. По завершении политической карьеры выпустила ставшую бестселлером автобиографию, награждена Государственной премией Израиля (1975).

## Биография

### Ранние годы

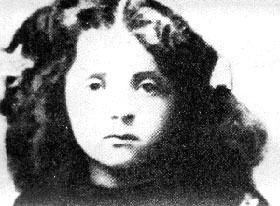
Самая ранняя из известных фотографий Голды Мабович, ок. 1904 года

Голда Мабович родилась 21 апреля 1898 года в Киеве в семье мещанина Пинско-Каролинского общества Минской губернии Мовши-Ицко Зеликовича Мабовича и Блюмы-Фрейды Мабович (в девичестве Найдич). Из восьми родившихся в семье детей пять (четыре мальчика и девочка) умерли в младенчестве, выжили только Голда и две её сестры — старшая Шейна (1889—1972) и младшая Ципа (1902—1981, после эмиграции носившая имя Клара). Получила имя в честь прабабки. Отец работал плотником, мать была кормилицей. 
Дед со стороны отца, Меер-Зелик Мабович, был кантонистом и по окончании службы в русской армии получил право проживать вне черты оседлости, в том числе и в Киеве. Мойше-Ицхок с семьёй переехал туда в поисках заработка, но денег не хватало, и в 1903 году он отправил жену и детей в Пинск, в дом деда Голды. В этом городе Шейна Мабович заинтересовалась идеями сионизма и впервые познакомила с ними Голду. Она также научила не посещавшую школу младшую сестру читать и писать на идише и преподала ей основы арифметики.
В 1903 году отец уехал на заработки в США, где сменил имя на Моррис, нашёл работу в железнодорожном депо и стал членом профсоюза плотников. В 1906 году в Америку прибыла и вся остальная семья, включая Голду. Они поселились на севере страны в Милуоки (Висконсин). Семья жила в еврейском районе города, где мать открыла бакалейную лавку в помещении склада рядом с домом. Поступив в начальную школу, Голди (как её называли в Америке) показывала лучшие результаты в классе.

#### Жизнь в Денвере
В начале XX века Милуоки пользовался репутацией одного из самых прогрессивных городов в США. Эта атмосфера повлияла на формирование мировоззрения Голди уже в школе. В 1912 году благодаря Шейне она впервые посетила собрание сионистской организации «Поалей Цион», отделение которой действовало в Милуоки. В том же году она окончила школу первой ступени и планировала учиться дальше. Блюма не считала это нужным и собиралась выдать её замуж за зажиточного торговца недвижимостью, бывшего вдвое старше девочки. Голди решительно отказалась. К этому времени Шейна с мужем Шамаем Корнгольдом переехала в Денвер и звала сестру учиться в этот город. Поскольку родители не желали финансировать её дальнейшую учёбу, Голди уехала тайком, потратив на билет все собственные сбережения и деньги, занятые у подруг. На новом месте она поселилась у сестры, после уроков в школе помогая в химчистке, которую открыл Шамай.
По выходным у Корнгольдов собиралась молодёжь, обсуждавшая социалистические и сионистские идеи. В дискуссиях позволяли участвовать и Голди. Под влиянием этих дебатов она увлеклась идеями А. Д. Гордона, идеолога рабочего сионизма. В это же время она познакомилась с 20-летним иммигрантом из Литвы Моррисом Меерсоном. Моррис не был настолько убеждённым сионистом, как большинство участников вечеринок у Корнгольдов; его больше интересовало искусство. Он также был небольшого роста и обладал плохим зрением, но его интеллект, скромность, самоирония и джентльменское поведение пробудили у Голди романтические чувства. Они сблизились, когда ей из-за ссоры с сестрой пришлось покинуть дом Корнгольдов и бросить учёбу, чтобы зарабатывать себе на жизнь.
Почти через два года после бегства в Денвер девушка получила письмо от отца, умолявшего её вернуться в Милуоки. Для этого ей пришлось временно расстаться с Меерсоном, который был единственным кормильцем в своей семье.

#### Начало сионистской деятельности

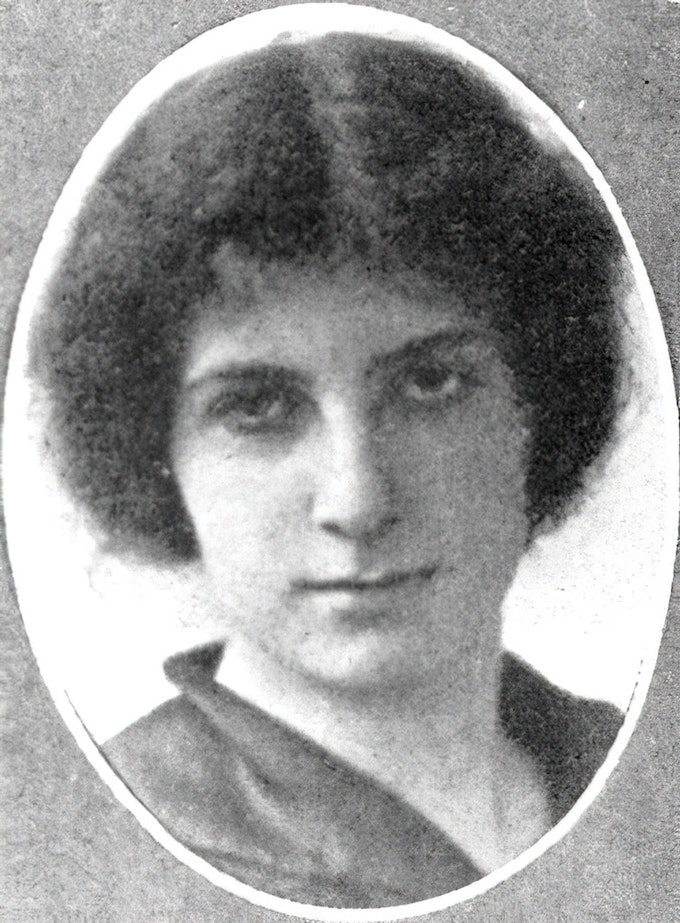
1914 год (16 лет), Милуоки, США

В 1914 году Голди вернулась в дом своих родителей в Милуоки. Их жизнь наладилась, отец нашёл постоянную работу, семья переехала в новую, более фешенебельную квартиру. Голди поступила в среднюю школу, которую окончила в 1916 году. После начала мировой войны она вместе с отцом организовала сбор средств в помощь евреям, потерявшим кров и имущество в воюющих европейских странах, а в 1915 году присоединилась к молодёжной организации «Поалей Цион». Одновременно Голди пригласили преподавать в первой народной школе «Поалей Цион», где еврейским детям прививались основы национальной культуры и самосознания. По окончании школы она поступила в Нормальную учительскую школу штата Висконсин, однако проучилась в ней только два семестра.
Мабович стала горячей сторонницей идей еврейского заселения Палестины. Хотя Меерсон, к этому моменту перебравшийся в Милуоки и работавший маляром, не разделял её увлечения сионизмом, Голди поставила перед ним ультиматум: либо он вместе с ней отправляется в Палестину, либо она не выходит за него замуж. Ей удалось убедить Морриса, и свадьба состоялась 24 декабря 1917 года. Чтобы скопить денег на путешествие, Голди устроилась на работу в библиотеке. Одновременно она участвовала на добровольных началах в издании местной газеты «Поалей Цион». Позже «Поалей Цион» предложили молодой активистке заняться сбором пожертвований и организацией филиалов в разных городах США. В промежутке между поездками она вместе с мужем продолжала подготовку к отъезду в Палестину. В эти месяцы Голди забеременела, но предпочла сделать аборт — как она объяснила старшей сестре, её политические обязательства не оставляли ей времени на заботу о ребёнке.
Голди активно участвовала в кампании кандидатов-сионистов на выборах делегатов Американского еврейского конгресса, собравшегося в преддверии Парижской мирной конференции. В декабре 1918 года она присутствовала на заседаниях конгресса, прошедшего в Филадельфии и абсолютным большинством голосов поддержавшего резолюцию о необходимости создания еврейского национального дома под британским мандатным управлением. Через неделю она, уже как полноправный делегат, участвовала в конференции «Поалей Цион» в том же городе.

### Палестинский период жизни до провозглашения независимости Израиля

#### Прибытие в Палестину и жизнь в кибуце
В мае 1921 года Меерсоны отбыли из США в Палестину на пароходе «Покахонтас» с небольшой группой еврейских поселенцев, в которую входили также семья Шейны и школьная подруга Голди Регина Гамбургер (с мужем Йоселем Копиловым). Добравшись до Неаполя, поселенцы обнаружили, что не смогут попасть напрямую в Палестину, так как укомплектованные арабами экипажи пассажирских судов, идущих в Яффу, отказались брать на борт евреев. Им пришлось вместо этого отплыть в Александрию, откуда они отправились поездом в Тель-Авив, прибыв на место 14 июля 1921 года.
В Палестине Моррис Меерсон устроился на работу бухгалтером в британской фирме в Лидде, откуда возвращался в Тель-Авив только на выходные. Голда начала давать частные уроки английского языка. Ей предложили постоянное место учительницы английского в гимназии «Герцлия», но она отказалась, так как не планировала оставаться в Тель-Авиве. Вместо этого Меерсоны подали заявление о вступлении в члены кибуца Мерхавия в Изреэльской долине. Поначалу члены кибуца, убеждённые социалисты, отказались принять в свои ряды относящихся к среднему классу американцев, к тому же состоящих в браке. Однако Голде после оживлённой переписки и серии личных встреч с кибуцниками удалось убедить их принять её с мужем на испытательный срок. Они с Моррисом переехали в Мерхавию в сентябре.

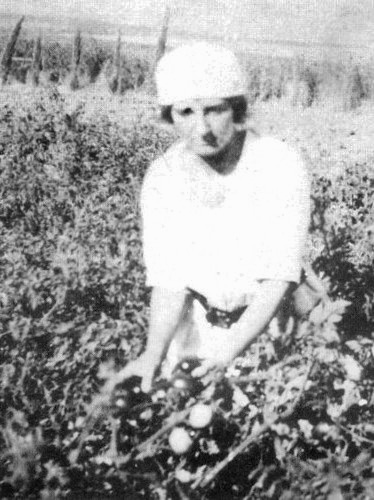
На плантации в кибуце Мерхавия

Меерсоны жили и работали в Мерхавии до 1924 года. При очередном голосовании они были приняты в полноправные члены кибуца. Если для Голды коллективистский образ жизни в кибуце был воплощением сионистской мечты, более индивидуалистски настроенный Моррис принимал его с трудом. Он также отвергал приземлённые вкусы кибуцников, не интересовавшихся классической музыкой, литературой или философией.
Через год жизни в Мерхавии Голду избрали в организационный комитет кибуца, состоявший из трёх человек. Позже она как делегат от Мерхавии вошла в Совет трудящихся женщин (Моэцет ха-поалот), где была избрана в состав секретариата. В 1923 году на 2-м съезде Всеобщей федерации трудящихся (Гистадрута) Меерсон назвала позорным тот факт, что трудящиеся женщины нуждаются в отдельной от мужчин организации, и выразила надежду, что в будущем Совет трудящихся женщин станет ненужным. Это выступление было отрицательно воспринято основательницами Совета, но пришлось по душе лидерам социалистического сионизма в Палестине — Бен-Гуриону, Ремезу и Кацнельсону. В том же году Голда представляла Мерхавию на конференции кибуцного движения в Дгании, где вызвала резкую реакцию со стороны других делегатов по двум причинам. Плохо владея ивритом, она выступала на идише и при этом в своей речи дала понять, что не разделяет убеждения кибуцников о том, что работа на кухне унизительна для женщины.

#### Тель-Авив и Иерусалим
Во время проживания в кибуце Моррис заболел малярией. В совокупности с нелюбовью к порядкам в Мерхавии это обусловило его желание покинуть кибуц, и когда Голда рассказала ему, что хочет завести детей, муж согласился при условии, что они уедут из Мерхавии. Этот ультиматум и опасения за здоровье мужа заставили её согласиться. Вернувшись в Тель-Авив, они вначале поселились вместе с семьёй Шейны. Голда нашла работу кассиршей в строительном кооперативе Гистадрута «Солель Боне». Моррису помог устроиться бухгалтером в иерусалимском отделении этой же компании Давид Ремез — один из вождей рабочего сионизма в Палестине, с чьей помощью Голда делала первые шаги в своей политической карьере. После того как Голда забеременела, Ремез организовал её перевод в Иерусалим.
В Иерусалиме Меерсоны сняли двухкомнатное помещение без электричества и водопровода, с кухней и туалетом во дворе. Зарплата в «Солель Боне» выплачивалась кредитными чеками, которые мало где принимали к оплате, и Голде постоянно приходилось покупать товары с наценкой. Первенец Меерсонов Менахем появился на свет 23 ноября 1924 года. Его рождение заставило Голду оставить работу, и семье, чтобы свести концы с концами, пришлось сдавать часть помещения дополнительному жильцу. Голда попыталась вернуться в Мерхавию, взяв с собой 6-месячного Менахема, но там для неё нашлась только круглосуточная работа няни, и через полгода она возвратилась в Иерусалим к Моррису. В 1926 году у них родился второй ребёнок — дочь Сара, что ещё сильней ухудшило финансовое положение семьи. Чтобы оплатить пребывание Менахема в детском саду, Голда согласилась на работу прачки при этом учреждении, а позже начала преподавать английский в частной школе. Беспросветное существование в Иерусалиме скрашивали визиты в Тель-Авив к Шейне и в Герцлию — сельскохозяйственное поселение, куда в 1926 году перебрались из США Моисей и Блюма Мабовичи.

#### Развитие политической карьеры
В первые годы после Мерхавии участие Голды Меерсон в общественной жизни было ограниченным. Бен-Гурион, в частности, включил её в комиссию, рассматривавшую вопрос о взаимоотношениях двух организаций еврейской самообороны в Палестине — «Ха-Шомера» и созданной позже «Хаганы». Работа в этой комиссии позволила Голде ближе познакомиться с Шнеуром Залманом Рубашовым (Шазаром) — будущим президентом Израиля (их отношения в конце 1920-х годов были романтическими, а остаток жизни они были близкими друзьями). Кроме того, в 1925 году она участвовала в нескольких конференциях Гистадрута.
Стремление к общественной работе удалось реализовать в 1928 году, когда Голда заняла пост исполнительного секретаря женского совета Гистадрута. В этой должности она сменила ушедшую в отставку из-за противоречий с руководством Гистадрута Аду Маймон. Часть биографов предполагают, что Ремез и другие профсоюзные лидеры ожидали от молодой активистки большего конформизма и ослабления феминистического духа в женском совете. Ф. Клагсбрун указывает также на возможность, что от неё, как от бывшей американки, ожидали активного участия в сборе пожертвований в США. Меерсон стала самым молодым членом руководства Гистадрута.
Переехав в Тель-Авив с детьми, Меерсон практически не могла уделять им времени. Они посещали детский сад рабочего движения, после которого с ними сидела няня. В дни, когда Голда не возвращалась домой до полуночи, няня оставалась ночевать с детьми. На выходные в Тель-Авив из Иерусалима приезжал Моррис, проводивший с ними целый день. После начала карьерного роста Голды прошёл слух, что это продвижение она обеспечивает через любовные связи, и у Меерсон появилось прозвище Матрас. Однако биограф Э. Беркетт считает, что, хотя у Меерсон действительно были романы сначала с Давидом Ремезом, а затем с Залманом Шазаром, эти связи не имели отношения к её карьере.
Уже в 1928 году Голду отправили в США в качестве эмиссара Гистадрута для сбора пожертвований и агитации за еврейское государство. Из Америки она направилась в Швейцарию, где впервые побывала в качестве делегата на Всемирном сионистском конгрессе в Цюрихе. В январе 1930 года Меерсон подала в отставку с руководящего поста в женском совете, объясняя это отсутствием уверенности в своих действиях в этой должности. Позже в том же году она стала делегатом объединительного съезда движений «Ахдут ха-Авода» и «Ха-Поэль ха-Цаир», в результате которого была создана Партия рабочих Земли Израильской (МАПАЙ, ивр. מפלגת פועלי ארץ ישראל‎). На съезде она была избрана в состав ЦК новой партии. Через несколько месяцев после этого Голду направили в Великобританию, на Конференцию женщин-социалисток. Вместе с Бен-Гурионом она также стала делегатом ежегодной Имперской лейбористской конференции. После того, как Бен-Гурион в ходе своего выступления был освистан десятками делегатов-арабов, он посоветовал Меерсон «не тратить слова попусту», но она всё же произнесла яркую речь. В ней депутат Палестины обвинила лейбористское правительство Великобритании, незадолго до этого выпустившее Белую книгу Пассфилда, в отступлении от гарантий, которые давала евреям декларация Бальфура.
С ноября 1930 по сентябрь 1931 года Меерсон, как бывший функционер «Ахдут ха-Авода», делила пост секретаря МАПАЙ с представителем «Ха-Поэль ха-Цаир» Хаимом Шурером. С осени 1931 по июль 1932 года она снова находилась в Северной Америке с целью сбора пожертвований. Эту задачу затрудняли продолжающаяся Великая депрессия и усиливавшийся в США антисемитизм. Поездку пришлось прервать досрочно и вернуться в Палестину, когда Голда узнала об ухудшении здоровья дочери, но позже в том же году ей предложили отправиться в США в качестве представительницы Палестины в Организации женщин-халуцот. Голда увидела в новой должности возможность получить для шестилетней Сары лучшее медицинское обслуживание и уже через месяц определила дочь в нью-йоркскую больницу «Бет-Изрейел». Там девочке поставили правильный диагноз, и её состояние начало улучшаться. Меерсон оставалась в США два года, потратив их на сбор пожертвований на ишув и организацию поддержки социалистического сионистского движения. Её личная популярность была очень высока, но сбор средств шёл плохо. Меерсон в частности приходилось преодолевать предубеждение умеренных сионистов против социалистов, «захвативших власть» в ишуве.

#### В руководстве Гистадрута
По возвращении в Палестину, в августе 1934 года, Меерсон приняла предложение войти в состав исполкома Гистадрута. Начав с организации отдела туризма, она затем приняла участие в создании программы по подготовке эмиссаров, которых планировалось отправлять в страны Восточной Европы, чтобы обучать будущих еврейских иммигрантов ивриту и сельскому хозяйству. После того как в Палестину начали в массовом порядке прибывать беженцы из нацистской Германии, Меерсон занималась вопросом обустройства детей, приезжавших без родителей.
Уже через год после начала работы в исполкоме Гистадрута Меерсон была избрана в его секретариат — более узкий круг руководства. Когда общая арабская забастовка в 1936 году в очередной раз парализовала экономику Палестины, включая Яффский порт, она снова отправилась в Америку — собирать деньги на планируемый гражданский флот ишува. В 1937 году Голда стала председателем совета директоров больничной кассы Гистадрута «Клалит» и возглавила политический отдел Гистадрута.
В том же году расследовавшая этнический конфликт в Палестине комиссия Пиля дала рекомендации по её разделу на еврейское и арабское государства. По этому плану евреям доставалось около четверти территории правобережной Палестины. Бен-Гурион, вдохновлённый идеей еврейского государства в сколь угодно тесных границах, приветствовал это решение. Меерсон, напротив, опасалась, что когда арабы отвергнут план раздела, британцы от него откажутся, но еврейская готовность к нему будет в дальнейшем использована для давления на сионистское руководство. Кроме того, в условиях опасности для европейского еврейства, которую порождал нацистский режим в Германии, она считала необходимым, чтобы в Палестине было достаточно места для приёма миллионов беженцев. На XX Всемирном сионистском конгрессе Голда выступила против Бен-Гуриона. Её союзниками в этом вопросе стали как религиозные сионисты, убеждённые, что Земля Израильская завещана евреям целиком, так и наиболее левое крыло движения, всё ещё мечтавшее о мирном сосуществовании с арабами. В итоге конгресс отверг конкретные детали плана комиссии Пиля, но в то же время не выступил против самой идеи раздела Палестины.

#### Деятельность в годы Холокоста
Меерсон активно участвовала в переговорах руководства ишува с британскими властями, постоянно понижавшими квоту на въезд евреев в Палестину: влияние нацистов начало распространяться на соседние страны, и в Гистадруте и партии МАПАЙ крепло убеждение, что евреев Восточной Европы нужно срочно спасать. Одновременно она занималась организацией нелегальной иммиграции евреев, известной как Алия Бет. Ицхак Гринбойм, возглавлявший комитет по спасению европейских евреев, считал, что эта деятельность второстепенна по сравнению с основной задачей сионизма — развитием поселений и инфраструктуры в Палестине. Однако Голда была убеждена, что спасение еврейских жизней — «это и есть сионизм». Находясь в очередной поездке в Северной Америке, она договорилась о приобретении у канадского судовладельца пассажирских судов, рассчитывая использовать их для перевозки беженцев, но руководство Гистадрута и Еврейского агентства посчитало цену контракта — 200 тысяч фунтов — слишком высокой, и сделка сорвалась.

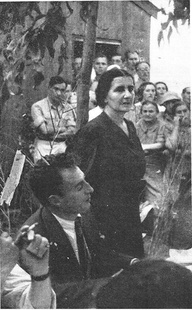
Меерсон в 1943 году

В 1938 году Голда была наблюдателем от Еврейского агентства на Эвианской конференции. В дни конференции она со страниц газеты Женского рабочего союза обратилась к руководству стран мира с отчаянной просьбой спасти хотя бы еврейских детей. Однако мировые державы не согласились принять достаточное количество беженцев. В следующем году британцы, стремясь умиротворить арабское население Палестины, издали очередную Белую книгу, устанавливавшую потолок в 75 тысяч человек за пять лет для дальнейшей еврейской иммиграции. Любое продолжение иммиграции после этого обуславливалось согласием руководства палестинских арабов.
В эти годы семейное положение самой Голды оставалось неустойчивым. Моррис Меерсон мечтал о восстановлении полноценной семьи, но его жена была слишком занята общественной работой и не питала больше к нему горячих чувств. Она была рада, что дети находятся с ним, и в 1938 году, вскоре после Хрустальной ночи, в одном из писем предложила принять в семью ребёнка из Германии. Однако эта идея так и осталась неосуществлённой. В конечном счёте Моррис заявил, что хочет или жить вместе, как семья, или официально развестись. Тем не менее формально Меерсоны и после этого оставались мужем и женой. По мнению ещё одного биографа, Мирона Медзини, Голду удерживало от развода, помимо остатков чувств к Моррису, понимание, что такой шаг станет признанием, что брак с ним изначально был ошибкой.
После начала Второй мировой войны тель-авивская квартира Меерсон стала одним из центров управления нелегальной еврейской иммиграцией в Палестину. Эту подпольную деятельность Голда совмещала с участием в руководстве Гистадрута и членством в Британском консультативном совете по военной экономике. Она последовательно поддерживала присоединение еврейских добровольцев к британским боевым частям, поскольку рассматривала борьбу с нацизмом как моральный долг палестинских евреев. В апреле 1943 года подпольные связи Меерсон позволили передать повстанцам Варшавского гетто 15 тысяч фунтов на приобретение оружия. Ей также удалось убедить британцев забросить в Европу небольшую группу подготовленных в Палестине евреев-диверсантов. Одновременно с инструкциями от британского командования эти бойцы получили инструкции и от Голды — попытаться установить связь с еврейскими гетто. В том же году внимание прессы в Палестине привлёк суд над двумя еврейскими солдатами Вооружённых сил Великобритании, пойманными на хищении оружия для «Хаганы». Меерсон выступила на нём с гневной речью, в которой обвинила британцев в том, что те не предпринимают усилий для защиты евреев. Это выступление способствовало её популярности в ишуве, но солдат, несмотря на протесты, приговорили к 10 годам тюремного заключения.
В эти годы Меерсон играла заметную роль во фракционной борьбе внутри Гистадрута, поддерживая прагматическую позицию руководства МАПАЙ против радикально-социалистической «Фракции Бет», которая в итоге откололась в 1944 году, сформировав отдельную партию «Ахдут ха-Авода». Голда также добивалась от мандатных властей повышения минимальной заработной платы и её уравнения для евреев и арабов. Эти требования последовательно игнорировались, и в мае 1943 года Меерсон организовала предупредительную однодневную забастовку, в которой участвовали и арабы, и евреи; это заставило британцев принять выдвинутые условия. В 1944 году Голду вместе с Леви Эшколем избрали сопредседательницей Тель-Авивского совета трудящихся — наиболее влиятельной из организаций этого типа в ишуве. Позже в том же году она стала членом Законодательного собрания Палестины («Асефат Нивхарим»), а затем была избрана в исполком Национального совета (Ваад Леуми) — основной орган исполнительной власти ишува.
Пытаясь убеждением добиться уступок со стороны британцев, Голда крайне отрицательно относилась к деятельности ревизионистских военизированных группировок ЭЦЕЛ и ЛЕХИ, которые были настроены на вооружённую борьбу с мандатными властями. Она неоднократно призывала других руководителей ишува покончить с этими организациями, в особенности после убийства британского министра по делам Ближнего Востока лорда Мойна боевиками ЛЕХИ. Радикальную позицию Меерсон разделяли не все, и в итоге было принято половинчатое решение: «Хагана» провела операцию «Сезон», в ходе которой захватила и передала британским властям часть членов ЭЦЕЛа и ЛЕХИ. В то же время Голда выступила в защиту «Хаганы», когда в конце 1940 года взрыв в Хайфском порту судна «Патриа», на котором британцы собирались вывезти в лагерь на Маврикии нелегальных иммигрантов, повлёк многочисленные жертвы среди пассажиров.

#### Первые послевоенные годы
К середине 1945 года рабочий график Голды был предельно загружен. Она выполняла многочисленные задачи как профсоюзный деятель, участвовала в работе политического руководства ишува и при этом в выходные дни занималась домашним хозяйством и приёмом гостей. Непомерные нагрузки обернулись в июле обмороком, временным параличом и госпитализацией. Врачи заявили, что сердечный приступ лишь чудом не стал смертельным, и настоятельно рекомендовали Меерсон сократить потребление табака и кофе и больше отдыхать — 30 лет спустя она цитировала эти рекомендации с иронией.
Пока Голда приходила в себя в больнице «Бейлинсон», в Великобритании сменилась правящая партия. К власти пришли лейбористы во главе с Клементом Эттли. Руководство ишува рассчитывало, что новая власть разрешит иммиграцию на подмандатную территорию евреев из Европы. Однако Эттли и его министр иностранных дел Бевин не остступили от линии прежнего правительства, направленной на запрет еврейской иммиграции в Палестину. Правительство Эттли также заявило, что попытки противодействия будут подавляться военной силой. Голда Меерсон была в числе руководителей ишува, которые отвергли эту позицию и заявили о намерении продолжить борьбу. Продолжительный отдых, рекомендованный врачами, был прерван досрочно.
Меерсон была сторонницей мирного сопротивления, заключавшегося в организации дальнейшей нелегальной иммиграции и кампаниях гражданского неповиновения. Однако обострение конфронтации привело руководство сионистов-социалистов к вынужденному союзу с ЭЦЕЛом и ЛЕХИ. Голда, в прошлом добивавшаяся полной ликвидации этих группировок, в послевоенных условиях не только согласилась на союз с прежними врагами, но и публично отстаивала его необходимость. В итоге уже осенью 1945 года «Хагана» присоединилась к ЭЦЕЛу и ЛЕХИ в вооружённом противостоянии властям.
В марте 1946 года Голда настояла на сотрудничестве руководства ишува с британско-американской комиссией, расследовавшей ситуацию в Палестине и вопрос о том, стремятся ли уцелевшие евреи Европы переселиться туда. Хотя Бен-Гурион был против взаимодействия с комиссией, бывшей детищем Бевина, Меерсон полагала, что не в интересах ишува дразнить США. Сама она выступила перед комиссией от имени Гистадрута, заверив её членов, что члены профсоюза готовы на жертвы, чтобы принять и абсорбировать в Палестине любое количество еврейских иммигрантов. Она также уверенно заявила, что в государстве с еврейским большинством арабы не будут подвергаться дискриминации. Несколькими днями позже 13 лидеров еврейской общины в Палестине по инициативе Голды начали коллективную голодовку в знак солидарности с евреями на борту судна Fede, направлявшегося в Палестину в рамках «Алии Бет» и удерживаемого в итальянском порту Специя британскими ВВС. После четырёх суток голодовки правительство Эттли позволило Fede отправиться в Палестину.

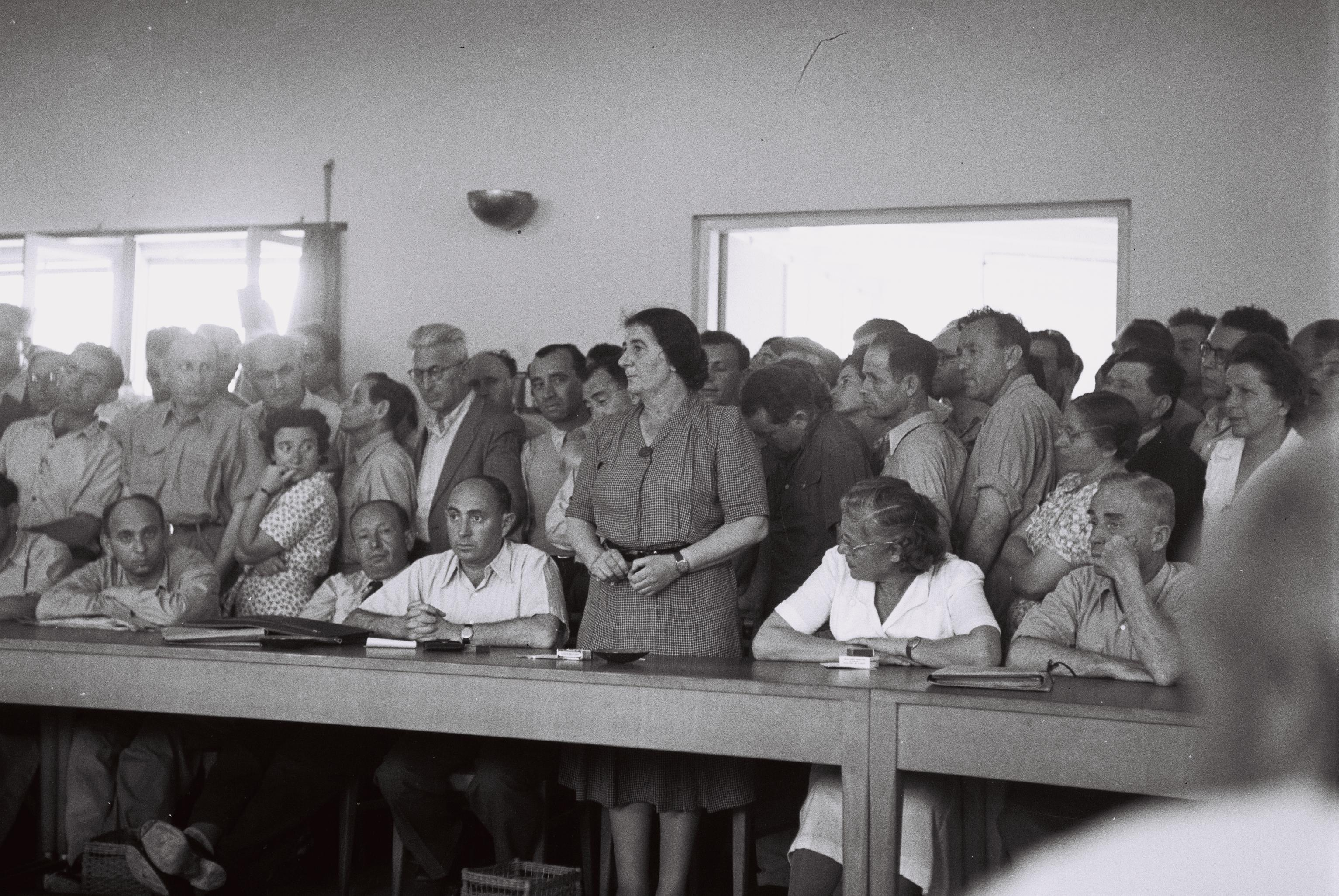
Голда Меерсон выступает в Гистадруте, май 1946 года

По завершении работы британско-американская комиссия дала рекомендации о создании в Палестине двунационального государства под эгидой ООН и о выдаче 100 тысяч въездных виз в Палестину европейским евреям. Бевин проигнорировал вторую рекомендацию. В итоге вооружённое противостояние между ишувом и британскими властями ужесточилось ещё сильнее. 17 июня 1946 года «Пальмах» (ударные отряды «Хаганы») взорвал все мосты, соединявшие Палестину с соседними арабскими странами. В ответ британцы 29 июня провели массовые обыски и аресты и предали военно-полевому суду евреев, обвиняемых в укрывательстве нелегальных иммигрантов и хранении оружия. Меерсон оказалась единственной из политических лидеров сионистов-социалистов в Палестине, избежавшей ареста; не были арестованы также Бен-Гурион, находившийся в день операции в Париже, и командиры военизированных организаций — «Хаганы», ЭЦЕЛа и ЛЕХИ, — сумевшие скрыться от групп захвата.

#### Во главе политического отдела Еврейского агентства
В связи с арестом главы политического отдела Еврейского агентства Моше Шертока (Шарета) Меерсон вынужденно взяла на себя исполнение его обязанностей. Ситуацию, когда она фактически осталась единоличным руководителем еврейских политических структур в Палестине, не все приняли с готовностью. Так, религиозных сионистов отталкивал сам факт, что новая глава политического отдела была женщиной. Ей также недоставало образования и дипломатического опыта Шертока, и к тому же её отличал импульсивный, вспыльчивый характер.
Первоначально Меерсон намеревалась полностью разорвать отношения с британскими властями и объединить кампанию гражданского неповиновения с продолжением вооружённой борьбы, но многие влиятельные деятели ишува (мэр Тель-Авива Исраэль Роках, представитель несионистской фракции в Еврейском агентстве Вернер Сенатор и другие) воспротивились такому ужесточению позиции. К прекращению сопротивления призывали также Хаим Вейцман и ряд других сионистских деятелей за рубежом. В итоге, однако, сионистское руководство ишува поддержало Голду и линию активного сопротивления. Меерсон рассчитывала, что эта борьба будет носить контролируемый характер, но даже руководство «Пальмаха» не признавало её начальством и было намерено действовать независимо от неё. Пиком вооружённой борьбы стал подрыв гостиницы «Царь Давид» боевиками ЭЦЕЛа, повлекший жертвы среди мирных граждан. Лишь после этого, 5 августа, исполком Еврейского агентства, собравшийся в Париже, принял резолюцию о прекращении вооружённого сопротивления (которую ЭЦЕЛ во главе с Менахемом Бегиным немедленно отверг).
В это время британское руководство выдвинуло новый план: федеральное государство под британским управлением, в которое войдёт маленький еврейский округ. Бевин объявил о созыве в Лондоне британско-арабско-еврейской конференции для обсуждения проекта. Большинство руководителей ишува, в том числе Бен-Гурион и остававшийся в лагере Шерток, склонялись к тому, чтобы принять в конференции участие, видя в ней возможность ещё раз публично изложить свою позицию. Однако Голда, которую один раз уже заставили отступить в конфликте с британцами, решительно воспротивилась этой идее, вызвав упрёки Шертока в нехватке гибкости. В сентябре 1946 года она как действующий руководитель политического отдела утвердила создание 11 новых еврейских поселений в Негеве — эти действия были признаны продемонстрировать, что ишув отвергает план кантонизации Палестины, при котором евреи будут заперты в одном округе.
В октябре Голда снова попала в больницу из-за проблем с сердцем и провела там несколько дней. В следующем месяце британцы освободили Шертока из тюрьмы, и в декабре, на XXII Всемирном сионистском конгрессе в Базеле, их обоих избрали сопредседателями политического отдела Еврейского агентства. На этом же конгрессе формировалась официальная позиция сионистского движения по будущему еврейского ишува в Палестине. Меерсон защищала по этому вопросу позицию, согласно которой в Палестине должно быть создано суверенное еврейское государство. В речи на конгрессе она подчеркнула, что иностранный контроль над еврейской общиной Палестины и Белая книга, принятая британским правительством, не оставили европейским евреям возможности выжить в Холокосте.
В феврале 1947 года правительство Эттли, отказавшись от идеи о федерации в Палестине, объявило, что передаёт вопрос о её судьбе на рассмотрение ООН. Шертока направили в США, чтобы возглавить борьбу за проект раздела подмандатной территории на два национальных государства, и таким образом Голда Меерсон на практике осталась руководительницей политического отдела Еврейского агентства вплоть до провозглашения Государства Израиль. В этом качестве она продолжала лавировать между еврейским подпольем и мандатными властями, требовавшими прекращения вооружённого сопротивления. Под её руководством Еврейское агентство отвергло требования властей о передаче им лидеров ЭЦЕЛа. Хотя Меерсон осуждала террор ЭЦЕЛа и призывала к его прекращению (вплоть до прямого использования сил «Хаганы» для предотвращения терактов), в ответе британцам она написала: «Мы не станем нацией доносчиков». В целом во главе политического отдела она проявляла меньше инициативы, чем Шерток, в основном поддерживая в дискуссиях позицию большинства. Для лучшего обоснования решений Меерсон создала при политическом отделе управление исследований, снабжавшее руководство Еврейского агентства аналитическими материалами.
Когда после очередной вспышки насилия британцы в августе 1947 года арестовали больше 40 членов ЭЦЕЛа и с ними мэров трёх еврейских городов, отправив их в лагерь в Латруне, в ревизионистских организациях обвинили Меерсон в сотрудничестве с властями и повторении операции «Сезон». Из-за угроз со стороны экстремистов её сопровождали домой телохранители из «Хаганы». В то же время всё большее число членов ишува проникалось к ней уважением. Этому способствовал успех её инициативы по доставке в Палестину еврейских детей из британских лагерей для перемещённых лиц на Кипре.
В конце ноября 1947 года, за несколько дней до голосования в ООН по плану раздела Палестины, Голда тайно встретилась в Трансиордании с Абдаллой — королём этой страны, созданной британцами в 1921 году. Тот считал, что вся территория Палестины должна войти в состав его королевства, а внутри него евреям будет выделена собственная республика. Меерсон, напротив, настаивала, чтобы Трансиордания установила контроль только над арабской частью Палестины и лишь до тех пор, пока ООН не сформирует там правительство. По этому вопросу согласия достигнуто не было, но переговоры оставили у представительницы ишува впечатление, что Абдалла не заинтересован в военной конфронтации с евреями.
29 ноября 1947 года Генеральная Ассамблея ООН проголосовала за план раздела Палестины. Сразу после этого начались убийства палестинских евреев арабами и погромы еврейских магазинов. В страну начали просачиваться вооружённые отряды Арабской освободительной армии. Население еврейских кварталов Иерусалима фактически оказалось в осаде, поскольку по грузовикам и автобусам, идущим в город, вёлся снайперский огонь. Меерсон требовала от британских властей защиты еврейских граждан и расследования убийств, но её требования игнорировались. Одновременно британцы, не желая занимать «проеврейскую позицию», запрещали еврейским отрядам самообороны патрулировать дороги или городские улицы. При этом Меерсон понимала, что излишнее применение силы со стороны еврейской самообороны может поставить под угрозу планы о создании государства. Поэтому когда в результате организованного «Хаганой» взрыва в отеле «Семирамис» (где, как предполагалось, находился штаб арабских отрядов) погибло значительное количество гражданских лиц, Голда выступила с критикой подпольщиков и добилась снятия с должности командира, отдавшего приказ об этой операции.
В январе 1948 года Голда отправилась в США, чтобы организовать помощь американских евреев ишуву в его борьбе с арабами Палестины. Она выступала перед аудиториями, состоявшими из богатых евреев, не разделяющих её социалистических сионистских взглядов, но была настолько убедительна, что сумела получить от них крупные суммы денег. К 25 февраля было собрано 25 миллионов, а к моменту отъезда Меерсон из США в марте собранная сумма удвоилась (за два предшествующих года в Северной Америке на нужды «Хаганы» было в общей сложности собрано около 12 миллионов). Деньги были направлены представителям «Хаганы» в Европе на закупку вооружения.
Пока Меерсон собирала средства в Америке, 2 марта руководство ишува сформировало временное правительство, которое должно было возглавить еврейское государство в переходный период. Голда вошла в состав насчитывавшего 37 человек Национального совета (Моэцет ха-Ам), но не была включена в высший орган управления — Народное управление (Минхелет ха-Ам), состоявшее из 13 членов. Это её оскорбило, но Бен-Гурион заявил, что располагает в этом органе ограниченным количеством мест и вынужден выбирать между нею и Ремезом. В итоге Меерсон не нашла в себе сил потребовать место Ремеза. Тем не менее она присутствовала на всех заседаниях узкого кабинета, не имея формального права голоса, но используя всё своё значительное влияние и красноречие, чтобы убедить министров в том или ином вопросе.
В середине весны, после нескольких месяцев арабских атак на еврейские поселения и кварталы в Палестине, силы ишува перешли в наступление, что стало возможным благодаря оружию, приобретённому в Европе на собранные Голдой деньги. За апрель была временно прорвана блокада Иерусалима, захвачены Тиверия, Хайфа, Яффа. Это сопровождалось массовым бегством арабского населения, частично из страха перед расправами, а частично из-за призывов арабских военных лидеров, обещавших арабам Палестины, что те смогут вернуться домой после того, как с евреями будет покончено. Меерсон оставалась убеждённой сторонницей идеи равноправия арабского меньшинства в будущем еврейском государстве, и Бен-Гурион послал её в Хайфу убедить местных арабов не покидать город. Она обращалась и к лидерам местной арабской общины, и к британскому командованию, но все эти призывы не увенчались успехом.
Переговоры в Хайфе Меерсон вела, едва оправившись от инфаркта, который перенесла за несколько недель до этого. За четыре дня до провозглашения независимости Государства Израиль Голда тайно встретилась с Абдаллой в новой попытке договориться о мирном разделе территории подмандатной Палестины между будущим еврейским государством и Хашимитским королевством. В беседе с Меерсон Абдалла ссылался на давление со стороны других арабских лидеров, но позже начал утверждать, что именно неготовность Голды принять его условия «не оставила ему выбора» кроме как включиться в войну против еврейского государства. 12 мая она представила доклад о безрезультатных переговорах членам Народного управления. После этого они перешли к другому вопросу: предложению британцев отложить провозглашение государства взамен на прекращение боевых действий. Хотя формально Меерсон не была членом Народного управления, она выступила на совещании с призывом не менять курс. Ф. Клагсбрун полагает, что эта речь оказала влияние на лидеров ишува — в итоге 6 из 10 присутствующих членов управления проголосовали за отклонение отсрочки.

### Государственная и партийная деятельность в 1948—1969 годах

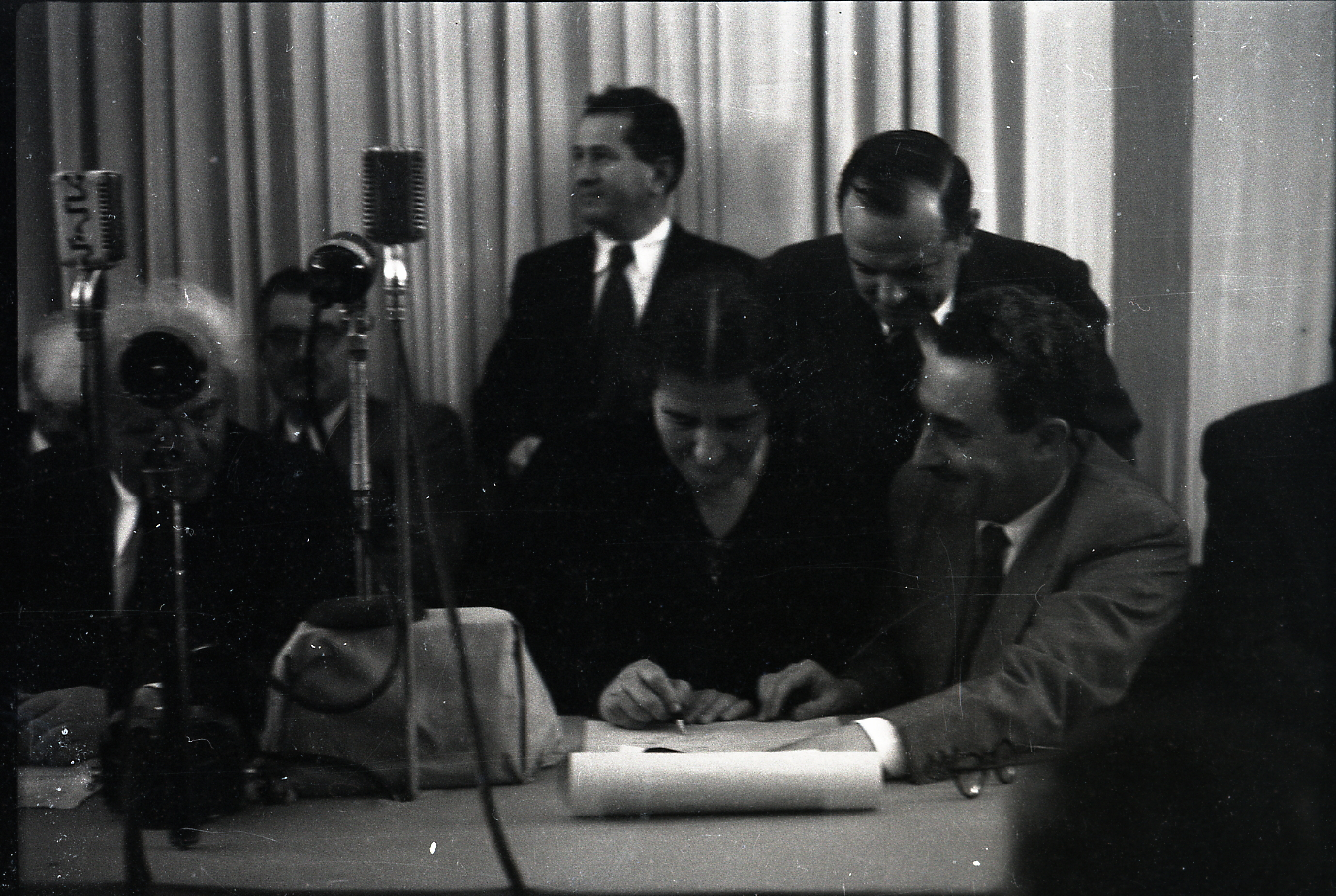
Голда Меерсон подписывает Декларацию независимости Израиля

14 мая 1948 года Меерсон в числе прочих лидеров ишува подписала Декларацию независимости Израиля. В мемуарах она позже писала:

Государство Израиль! Глаза мои наполнились слезами, руки дрожали. Мы добились. Мы сделали еврейское государство реальностью, — и я, Голда Мабович-Меерсон, дожила до этого дня. Что бы ни случилось, какую бы цену ни пришлось за это заплатить, мы воссоздали Еврейскую Родину. Долгое изгнание кончилось.

На следующий день Израиль был атакован войсками Египта, Сирии, Ливана, Трансиордании и Ирака. Начался второй этап арабо-израильской войны. Уже через несколько дней Голду снова отправили в США: еврейское государство рассчитывало получить более совершенное оружие, чем не имевший официального статуса ишув. Провозглашение независимости вызвало у американских евреев сильный эмоциональный отклик, и Меерсон удалось за месяц собрать пожертвований на общую сумму 75 миллионов долларов. Из этих денег на военные нужды было выделено 16 миллионов в дополнение к 25 миллионам, полученным «Хаганой» после зимней поездки Меерсон в США.
В последний день запланированной поездки Голда попала в автомобильную аварию и надолго оказалась в больнице. Помимо травмы ноги, у неё развились флебит и тромбы в кровеносных сосудах. Полностью долечиться ей не дали: Моше Шарет, возглавивший израильский МИД, требовал её скорейшего приступления к новым обязанностям — посла в СССР, — и проблемы с ногой сохранились до конца жизни.

#### Посол в Москве
Ещё на этапе обсуждения плана раздела Палестины советская делегация в ООН выступала в поддержку создания еврейского государства, так как это означало ослабление британского контроля над Ближним Востоком. Советский Союз также стал второй страной в мире (после Гватемалы), де-юре признавшей суверенитет Израиля, а позже через тайные каналы в обход эмбарго организовал для него поставки оружия. Вне зависимости от геополитических причин этой поддержки, установление дипломатических связей с СССР было для Израиля чрезвычайно важным.
Голда Меерсон стала первым послом Израиля в СССР; в штат посольства были также зачислены её дочь Сара с женихом, которых вывезли из остававшегося под вражескими обстрелами кибуца в Негеве. Назначение Меерсон вызвало недоумение у многих сионистских деятелей: она не доверяла коммунистам, не знала русского и в ишуве всегда воспринималась как «американка». Её американские корни могли разве что сильнее настроить против неё советскую сторону. Говорили, что более удачным выбором стал бы Мордехай Намир, уже имевший опыт дипломатических миссий в Восточной Европе и просивший лично Бен-Гуриона об этой должности, но Шарет настоял на кандидатуре Меерсон. Ф. Клагсбрун предполагает, что Шарет выбрал её именно из-за уверенности, что она не попадёт под влияние советских дипломатов. М. Медзини, напротив, считает, что глава МИДа стремился отвести ей роль, в которой она сама, в отличие от США, не сумеет обрести слишком большого влияния.
10 сентября 1948 года Голда вручила верительные грамоты представителям советского МИДа. Ей рекомендовали произнести приветственную речь на английском, ссылаясь на отсутствие переводчиков с иврита, но Меерсон настояла на использовании официального языка Государства Израиль. В качестве дипломата её возможности оказались ограничены. Только что основанный Израиль ничего не мог предложить Советскому Союзу, кроме политического нейтралитета, а советское руководство уже пришло к выводу, что в конечном итоге он попадёт под влияние западных стран. Встречи посла Израиля с советскими дипломатами в основном сводились к церемониальному обмену любезностями, порождая у неё ощущение бесполезности. Кроме того, она постоянно боялась слежки со стороны советских спецслужб, беседы один на один предпочитая проводить во время прогулки, а совещания с большим количеством сотрудников — в ванной, под шум льющейся воды.
Среди вопросов, сильнее всего занимавших Меерсон, была судьба советского еврейства. Она поднимала вопрос о разрешении евреям СССР эмигрировать в Израиль, но эти попытки отвергались со стандартным идеологическим обоснованием: по словам официальных лиц, евреям стран социалистического лагеря незачем куда-то эмигрировать, поскольку они не испытывают дискриминации по этническому признаку. Более того, со страниц газеты «Правда» Илья Эренбург заявил, что еврейского народа как единой общности не существует, а евреев СССР ничто не связывает с Израилем. Когда Меерсон начала рассылать в еврейские общины СССР информационные бюллетени от израильского правительства, от неё немедленно потребовали прекратить «незаконную пропаганду».

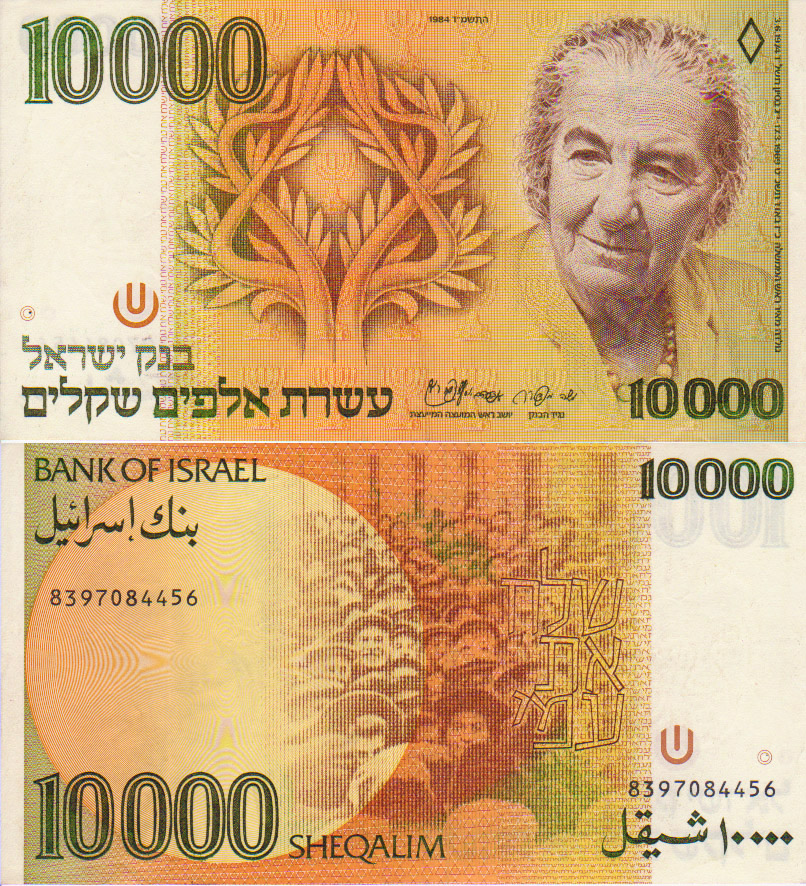
На одной стороне банкноты достоинством 10 тысяч шекелей был размещён портрет Голды Меир, а на второй — толпа советских евреев, приветствующая израильского посла

На одном из дипломатических приёмов с израильским послом разговорилась Полина Жемчужина, жена министра иностранных дел Молотова. В беседе, шедшей на идише, Жемчужина (урождённая Перл Карповская) посоветовала Меерсон посетить московскую хоральную синагогу, где её смогут увидеть евреи. Первый визит Голды в синагогу состоялся в субботу 11 сентября 1948 года и прошёл почти незамеченным. Однако через две недели, в дни празднования Рош ха-Шана (еврейского Нового года), её приветствовали у синагоги десятки тысяч московских евреев. Большим скоплением народа был отмечен и визит в синагогу сотрудников посольства во главе с Меерсон в Йом-кипур — неверующая Голда провела в синагоге целый день и постилась в первый раз за много лет.
События с участием израильских дипломатов были отрицательно восприняты советскими властями. Одним из результатов стало то, что просьбы о поставках оружия были оставлены без внимания. Более того, под советским давлением были прекращены уже идущие поставки из Чехословакии и закрыты лётные курсы для пилотов ВВС Израиля в Праге. Уже в Йом-кипур 1948 года вокруг московской синагоги было собрано большое количество милиции для поддержания порядка. Через месяц началась кампания подавления еврейской культуры, включавшая аресты культурных деятелей и закрытие организаций. В этих условиях израильское руководство посчитало, что держать одного из лидеров ишува на символической должности посла в СССР нецелесообразно. 2 февраля 1949 года было объявлено, что Меерсон включена в первый правительственный кабинет Бен-Гуриона как министр труда, и в середине апреля она вернулась домой.
Несколько лет Голда хранила молчание о периоде работы в Москве, но была вынуждена нарушить его после процесса Сланского и начала «дела врачей». Когда депутаты от левой партии МАПАМ попытались переложить на руководство Израиля ответственность за репрессии, которым подверглись евреи Восточной Европы, Меерсон представила кнессету развёрнутый рассказ о «духовном погроме» против советских евреев, проявления которого наблюдала в должности посла. 13 апреля 1953 года в качестве главы израильской делегации в ООН она выступила с критикой государственного антисемитизма в СССР и возрождения наветов на евреев как инструмента внутренней политики в этой стране.

#### Министр труда
По возвращении в Израиль в 1949 году Меерсон стала депутатом кнессета 1-го созыва от партии МАПАЙ. Обязанности министра труда и строительства она продолжала выполнять до 1956 года. Вскоре после создания Израиля туда в больших количествах начали прибывать уцелевшие евреи из стран Восточной Европы и еврейские беженцы из арабских стран. Репатриантов поначалу расселяли в брошенных домах арабских населённых пунктов, а затем в палатках и времянках в «маабарот» — лагерях на окраинах еврейских городов. Через три недели после возвращения в Израиль Голда представила кнессету план строительства 30 тысяч единиц жилья до конца 1949 года. Деньги на этот проект она пообещала лично собрать в США. В отличие от ситуации до создания Государства Израиль, она не могла рассчитывать на пожертвования, но ей удалось убедить американцев в возможности инвестиций и добиться высокого спроса на облигации новой строительной корпорации Amun Israeli. По американским меркам спроектированные однокомнатные квартиры площадью от 21 до 30 м², включая туалет и кухню, были крохотными, критики называли их «лачугами», но строительство более качественного жилья означало уменьшение его количества. После начала строительства Меерсон лично инспектировала все стройки, чтобы убедиться, что работа выполняется качественно и продуманно.

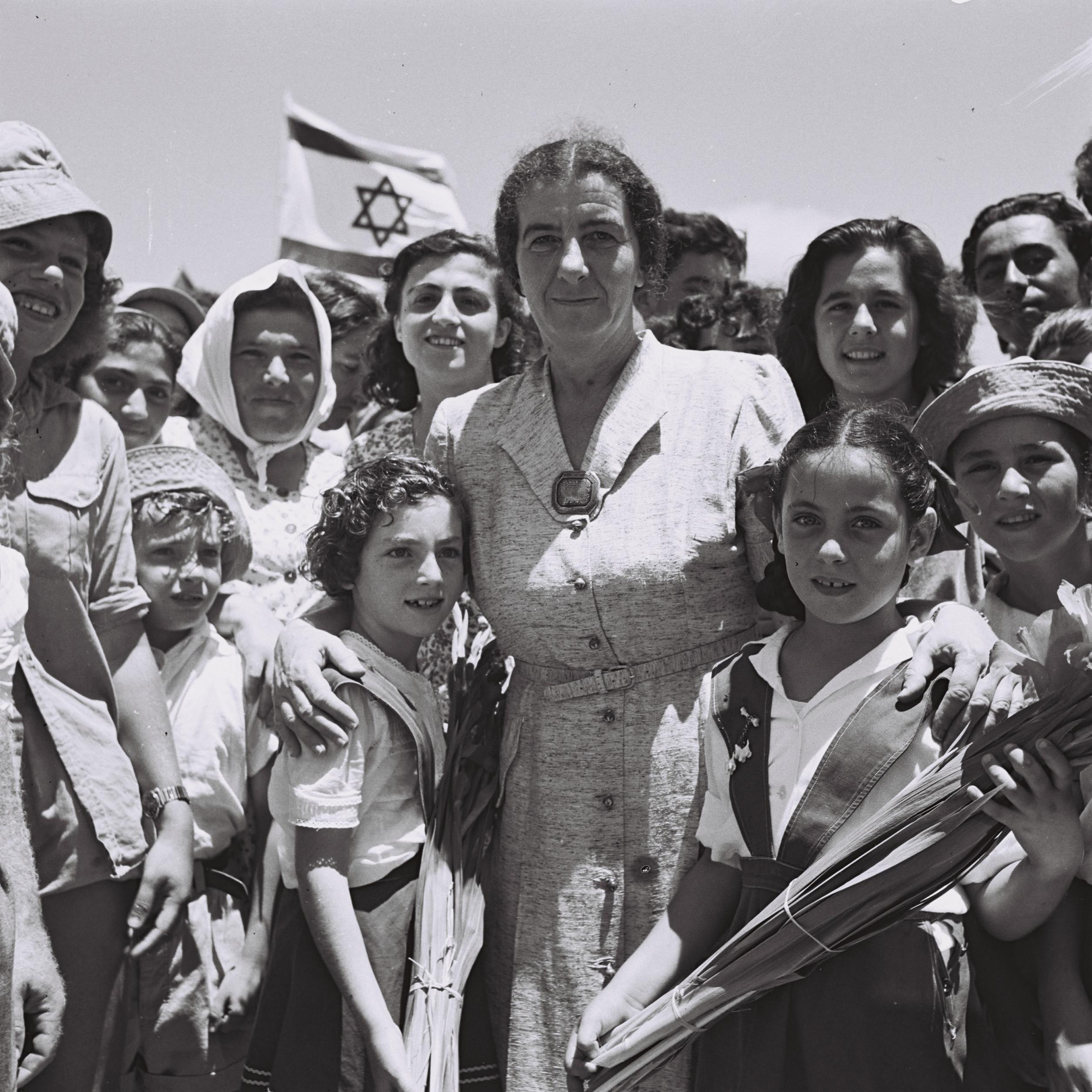
Церемония открытия шоссе Тель-Авив — Нетания, 1950 год

Перед министерством труда стояла также проблема высокой безработицы: в молодом государстве было достаточно работы для профессионалов, но многие репатрианты не имели никакой требуемой подготовки. В качестве решения Меерсон предложила план массовых общественных работ — строительства домов, жилья и больниц, крупномасштабных программ озеленения, которые должны были обеспечить каждого участника оплачиваемой работой хотя бы на 15 дней в месяц. Этот проект вызвал возмущение как у профессиональных экономистов, так и у оппозиции в кнессете и обернулся для правительства голосованием по вотуму доверия, но в итоге был утверждён. Финансирование для него Голда изыскала тем же способом, что и для строительного проекта, хотя на этот раз облигации были выпущены уже не компанией, а Государством Израиль.
На Западе и в самом Израиле к началу 1950-х годов усилилась критика официальной позиции правительства, пообещавшего дать прибежище любому нуждающемуся еврею. Кабинет Бен-Гуриона призывали установить иммиграционные квоты, но Меерсон последовательно выступала против этих призывов и любого ограничения объёмов репатриации. Чтобы выдержать приток репатриантов, она поддержала введение карточной системы на большинство товаров и ограничение зарплат работников умственного труда и добивалась от профсоюзных лидеров согласия на удлинение рабочей недели ради увеличения производительности. Министр труда также отстаивала идею о том, что в процветающем государстве не должно быть «островов нищеты». Исходя из этого, она предпринимала усилия по обеспечению трудоустройства и в арабских общинах, особое внимание уделяя созданию рабочих мест для арабских женщин. Благодаря Меерсон арабские деревни были также подключены к центральному водопроводу.
В 1952 году Меерсон представила кнессету новый проект — первую стадию всеобъемлющего плана национального страхования, включающего пенсии по старости, пособия для безработных, вдов, сирот и беременных, компенсации за получение производственных травм и временную нетрудоспособность. Этот план был передовым даже в сравнении с трудовым законодательством ведущих мировых держав. В дальнейшем Меерсон добилась бесплатного медицинского обслуживания для беременных и введения пособий на детей, что должно было существенно снизить детскую смертность, в особенности среди новых репатриантов и в арабском секторе. Благодаря министерству труда в Израиле также были введены 8-часовой рабочий день и оплачиваемый отпуск.
В 1953 году Меерсон внесла на рассмотрение кнессета законопроект об обязательной службе для женщин. Он распространялся в том числе на девушек из ультраортодоксальных семей, для которых военную службу предлагалось заменить годичной работой в больницах, школах и других общественных учреждениях. В ультраортодоксальных кругах законопроект вызвал резкое противодействие, и хотя кнессет его утвердил, на практике он воплощён не был. При этом отношения Голды с ортодоксами были надолго испорчены. Когда в 1955 году руководство партии МАПАЙ попыталось провести её на пост мэра Тель-Авива, религиозные депутаты городского совета отдали свои голоса другому кандидату — Хаиму Леванону.
На посту министра труда Голда работала на износ, оставляя только пять часов в сутки на сон. Её юридический советник Цви Бар-Нив позже вспоминал, что концепцию регулярных рабочих часов она не признавала ни для себя, ни для подчинённых. По мере приближения к 60-летию состояние здоровья Меерсон ухудшалось: у неё продолжались мигрени, участились воспаления мочевого пузыря, заставившие её перенести срочную операцию по удалению камней в ходе визита в Нью-Йорк. Она также страдала от лишнего веса, и в 1954 году ей пришлось пройти курс лечения в Швейцарии. В 1951 году к болезням добавились также психологические травмы: с разницей в несколько недель скончались Моррис Меерсон и её самый близкий товарищ Давид Ремез.
За семь лет пребывания Меерсон на посту министра труда (сама она называла этот период «мои семь прекрасных лет») были ликвидированы две трети маабарот, 120 тысяч еврейских семей въехали в постоянные дома, построенные в рамках её проектов, 400 тысяч получили работу, а 80 тысяч — профессионально-техническую подготовку. Помимо ключевого закона о национальном страховании, ей как министру труда удалось провести ещё ряд законов, направленных на защиту прав трудящихся: о рабочем времени и отдыхе, о труде молодёжи, о труде женщин. Ещё два закона, над которыми Голда работала в качестве министра труда, — о коллективных договорах и об урегулировании трудовых конфликтов — вступили в силу уже после её ухода из министерства, в 1957 году.
Несмотря на экономический характер возглавляемого министерства, Меерсон оставалась в это время частью узкого круга лидеров страны, принимавшего важнейшие внутри- и внешнеполитические решения. Когда в 1953 году Бен-Гурион заявил о намерении уйти с поста премьер-министра, Голду называли в числе главных кандидатов на роль его преемника наряду с Моше Шаретом и Леви Эшколем. В итоге должность главы правительства занял Шарет, но в следующем году он включил Меерсон в министерскую комиссию по обороне и иностранным делам, члены которой считались самыми влиятельными политиками в стране.

#### Министр иностранных дел

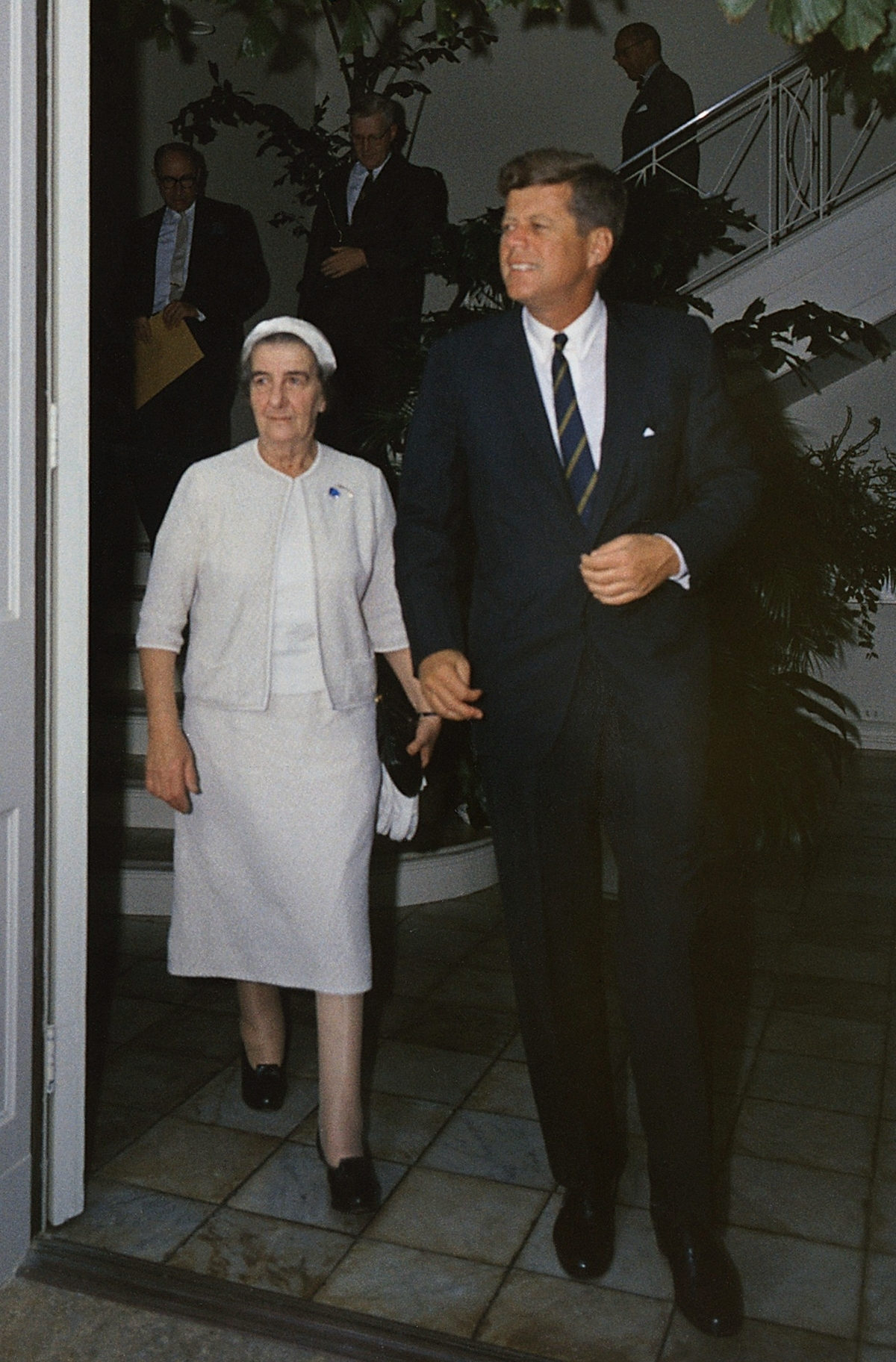
Меир и Джон Кеннеди, 1962 год

После выборов 1955 года Бен-Гурион вернулся на пост премьер-министра, но по его настоянию Моше Шарет остался во главе МИДа. Разногласия между ними, однако, оказались настолько велики, что в июне 1956 года Шарет был вынужден уйти в отставку. Новым министром иностранных дел Израиля была назначена Голда. В связи с этим назначением она по настоянию Бен-Гуриона ивритизировала фамилию и стала Голдой Меир. Зарубежные политические деятели, включая Элеонору Рузвельт и Шарля де Голля, были очарованы ею. Восторженные отзывы о новом министре иностранных дел Израиля публиковали и ведущие газеты западных стран.
В отличие от восхищения за рубежом, сотрудники израильского МИДа — люди с высшим дипломатическим образованием, работу с которыми Шарет налаживал годами, — восприняли новую начальницу с её авторитарными методами руководства как чужеродное тело. Сама она тоже тяготилась новым назначением, расценивая деятельность МИДа как беспрестанные пустые разговоры, и не скрывала презрения к осторожным профессионалам. С другой стороны, будучи главой МИДа, она испытывала необходимость защищать его сотрудников от внешней критики, даже если её личные отношения с ними оставляли желать лучшего.
Как министр иностранных дел Голда постоянно пребывала в разъездах между разными странами, налаживая личные отношения с их лидерами. Она участвовала в заседаниях, открывавших ежегодные сессии ООН, и отстаивала с трибуны этой организации различные спорные действия Израиля, в том числе позицию в ходе Суэцкого кризиса 1956 года и похищение Эйхмана в 1960 году. В то же время Бен-Гурион негласно делегировал часть её полномочий другим людям, в том числе послу в ООН Аббе Эвену. За влияние на премьер-министра Голде пришлось также бороться с окружавшими его молодыми политиками-технократами, самым заметным из которых был Шимон Перес. Перес, наладивший множество неофициальных контактов во Франции как личный посланник премьер-министра (официально занимая пост заместителя генерального директора министерства обороны), не стремился сотрудничать с Меир. В итоге ей приходилось отвечать перед международным сообществом за сделки, заключённые Пересом без её ведома. Однако Бен-Гурион слишком ценил их обоих, чтобы поддаться требованиям сделать выбор между ними, и не верил неоднократным угрозам Голды уйти в отставку.
Накануне Суэцкого кризиса Меир участвовала в подготовке тройственного англо-франко-израильского союза против Египта, но надеялась на него намного меньше, чем Перес или Бен-Гурион. Реальность доказала её правоту: между 29 октября, когда Израиль начал войну в одиночку, и высадкой войск европейских держав в Александрии и Порт-Саиде прошло не двое суток, как было уговорено, а семь (31 октября начались лишь бомбёжки египетских аэродромов англо-французскими ВВС, оттянувшие египетскую авиацию от израильского фронта). В итоге за первую неделю войны израильтяне самостоятельно заняли сектор Газа и Синайский полуостров, сняв египетскую блокаду Тиранского пролива. Однако за это же время Генеральная Ассамблея ООН, США и СССР успели осудить Израиль как агрессора и потребовали немедленного отступления с занятых территорий.
Для Меир отступление с Синая и из сектора Газа означало, что на эти территории вернутся фидаи, после Войны за независимость Израиля использовавшие их как базу для нападений на евреев. По её мнению, Египет должен был дать гарантии, что этого не произойдёт. Однако Бен-Гурион и Эвен выработали вместе с делегацией США другой пакет предложений. Согласно этому пакету, Израиль обязывался отступить с занятых территорий, если Египет гарантирует свободный проход судов через Тиранский пролив и согласится на размещение международных наблюдателей в Шарм-аш-Шейхе и секторе Газа. Третьим условием было право Израиля на акции возмездия в случае нападения фидаев, но в последний момент американцы отказались поддержать это условие, оставив у Голды чувство, что её страну предали. Однако, хотя египетские войска возвратились в сектор Газа, присутствие на границе сил ООН предотвращало возобновление атак фидаев, и южная граница Израиля оставалась мирной в следующие 10 лет.
Разногласия между Меир и Бен-Гурионом касались и связей с ФРГ: Голда не верила, что отношение к евреям в этой стране после Холокоста изменилось. Однако премьер-министр и Перес считали, что чувство национальной вины немцев обеспечит Израилю более выгодные сделки, в том числе по поставкам оружия и технологий. Со временем Меир смирилась с тем, что государственные интересы требуют сотрудничества с ФРГ, и даже публично поддержала назначение послом этой страны в Израиле бывшего офицера вермахта Рольфа Паульса. После Суэцкого кризиса, разуверившись в эффективности военных связей с Францией, она предпринимала значительные усилия по установлению таких связей с США. В 1962 году Меир удалось заручиться согласием президента Кеннеди на продажу Израилю зенитных ракет Hawk. В 1964 и 1966 годах преемник Кеннеди Линдон Джонсон согласился продать Израилю вначале 220 танков, а затем партию истребителей-бомбардировщиков. Ещё одну сделку о покупке оружия Меир заключила в Великобритании, договорившись в 1958 году о поставках «Центурионов» — лучших на тот момент танков на свободном рынке.

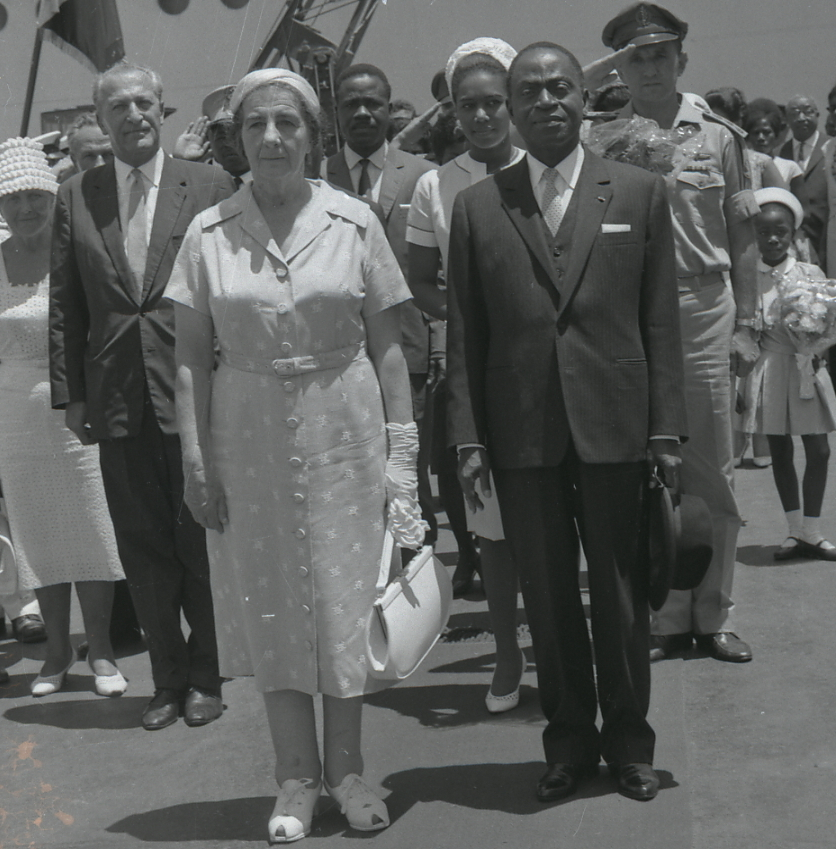
Меир и президент Берега Слоновой Кости Феликс Уфуэ-Буаньи, 1962 год

Политолог М. Брехер писал, что сферы влияния во внешней политике Израиля в 1950—1960-х годах были разделены. За связи с Францией и ФРГ — основными поставщиками оружия — в основном отвечало министерство обороны, в контактах с США деятельно участвовал сам премьер-министр, соседями по Ближнему Востоку занимались армия и «Моссад», а на долю МИДа оставались остальные страны и контакты с еврейской диаспорой. Согласно Медзини, Голда участвовала в реализации «доктрины периферии», выражавшейся в выстраивании связей с наиболее близкими неарабскими странами региона — Турцией, Ираном и Эфиопией (биограф Бен-Гуриона Михаэль Бар-Зохар, напротив, пишет, что странами «периферийного пакта» премьер-министр тоже занимался сам). В 1957 году в МИДе было создано особое подразделение по передаче израильского экономического и социального опыта развивающимся странам Азии, Африки и Латинской Америки — Центр международного сотрудничества (МАШАВ). Меир также лично определяла отношения Израиля с новыми независимыми государствами Чёрной Африки. Уже в 1958 году она отправилась в поездку по Западной Африке, где её приняли в качестве почётной гостьи на Большом совете лидеров Французской Западной Африки и на первой Конференции африканских наций. Одновременно Голда присоединилась к борьбе против апартеида в ЮАР, в 1962 году дав распоряжение израильской делегации в ООН поддержать резолюцию Генеральной Ассамблеи против этой страны, а в 1964 году выступив с официальным осуждением судебного процесса над лидерами АНК.
По инициативе Меир израильские компании ЦИМ и «Солель Боне» начали налаживать деловые контакты с африканскими коллегами, израильские специалисты в африканских странах оказывали помощь в устройстве экспериментальных сельскохозяйственных ферм, переустройстве банковской системы, прокладке водопроводов и систем орошения, дорог и мостов. В вузах Израиля велась подготовка сотен африканских инженеров и медиков (в 1961 году по инициативе Меир в Хайфе был также создан отдельный учебный центр «Кармель» по подготовке специалистов-женщин). Представители израильских спецслужб обучали своих коллег в Африке. Африканские арабские страны пытались противодействовать укреплению связей между Чёрной Африкой и Израилем, характеризуя израильскую помощь как неоколониалистскую политику. Однако в государствах к югу от Магриба Голда продолжала пользоваться огромной личной популярностью. Её связи в странах Чёрной Африки позже помогли добиться нейтралитета делегатов от этих стран, когда Генеральная Ассамблея ООН забаллотировала несколько резолюций об одностороннем отступлении Израиля с территорий, занятых в ходе Шестидневной войны.
К моменту завершения работы Меир в МИДе у Израиля было 28 дипломатических представительств в Африке — больше, чем у США, — а общее число стран, с которыми у него были установлены дипломатические отношения, превысило 90. В 1964 году благодаря её усилиям Израиль был также принят в Европейское экономическое сообщество в качестве ассоциированного члена. В то же время попытка добиться для страны статуса ассоциированного члена НАТО, предпринятая в 1957 году, успехом не увенчалась.

#### Партийная деятельность
К концу 1950-х годов в партии МАПАЙ наметилась постепенная смена поколений. Бен-Гурион публично провозгласил, что партии нужна «новая кровь», начав продвижение молодых политиков-технократов, включая Переса и Моше Даяна. Меир, не любившая обоих, возглавила оппозицию планам премьер-министра. Её наиболее близкими соратниками стали министр образования Залман Аран и министр промышленности и торговли, один из самых влиятельных партийных функционеров Пинхас Сапир. Открытое противостояние началось накануне выборов 1959 года, когда усиление позиций молодёжи создало у «старой гвардии» впечатление, что в партии готовится переворот. После выборов Голда объявила, что отказывается от любых государственных и партийных постов, и Бен-Гурион полтора месяца уговаривал её вернуться в МИД.

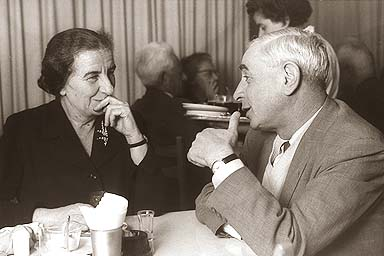
Меир и Пинхас Лавон, 1959 год

Борьба поколений продолжилась в рамках так называемого «дела Лавона». Пинхас Лавон, бывший министр обороны Израиля, отправленный в позорную отставку из-за подозрений в организации провокаций в Египте с привлечением местных евреев, в 1960 году потребовал пересмотра этого решения ввиду новых открывшихся обстоятельств (внутреннее расследование показало, что часть документов и свидетельских показаний, полученных следственной комиссией, была ложной). Бен-Гурион отказался признавать выводы новой комиссии под руководством министра юстиции и потребовал создания ещё одной, полностью независимой судебной комиссии для полного рассмотрения дела. Руководство МАПАЙ раскололось на два лагеря: большинство деятелей старого поколения поддерживали Лавона, а молодые политики — премьер-министра. К 1962 году противостояние дошло до пика, и Голда подала заявление об отставке, понимая, что правительственный кабинет без неё, Арана и Сапира не получит одобрения кнессета. В итоге Бен-Гурион был вынужден уйти в отставку сам, и новым премьер-министром стал Леви Эшколь.
Несмотря на официальный уход, Бен-Гурион продолжал борьбу против Эшколя и блока политиков, ставших причиной его отставки. Новый премьер-министр был сторонником мягкой партийной политики, но Меир больше не была готова мириться с поведением бывшего лидера. Чтобы ослабить группу сторонников Бен-Гуриона в кнессете, она начала переговоры о сближении с партией «Ахдут ха-Авода», занимавшей в политическом спектре Израиля место левее МАПАЙ. На партийном съезде, а затем на заседании ЦК МАПАЙ в 1965 году против Бен-Гуриона объединили силы Эшколь, Голда и Моше Шарет, и в итоге он объявил о выходе из партии. За ним последовали многие из его молодых выдвиженцев, в том числе Даян и Перес. Создав новое движение «Рабочий список Израиля» (РАФИ), они получили на выборах в кнессет 6-го созыва в ноябре того же года 10 мандатов против 45 у блока МАПАЙ и «Ахдут ха-Авода».
К этому времени у Голды, уже страдавшей от флебита, обнаружили лимфому. После выборов, сохранив за собой место в кнессете (в том числе в его комиссии по иностранным делам и безопасности), Меир ушла с поста главы МИДа и переехала в пригородный дом в Тель-Авиве, где поселилась с сыном Менахемом и его второй женой Айей. Однако уже в начале 1966 года Эшколь и другие лидеры МАПАЙ предложили ей пост генерального секретаря партии — должность, обеспечивавшую обладателю многочисленные рычаги непубличного влияния. Заняв этот пост, она направила усилия на восстановление единства в левосионистском лагере. Её конечной целью было объединение МАПАЙ, РАФИ, «Ахдут ха-Авода» и, возможно, МАПАМ в общую структуру, но до этого следовало покончить с конфликтами и фракционной борьбой в самой партии МАПАЙ. С этой задачей Голда успешно справилась, установив сначала тесные связи, а затем и фактический контроль над наиболее независимой в руководстве партии «фракцией Гимель». Влияние Меир в партии в этот период было не меньшим, чем влияние Эшколя, но, согласно Медзини, прямые предложения сменить его во главе правительства она отвергала.
Партийная работа отошла на второй план весной 1967 года, когда обострился конфликт с Египтом. Войска ООН, размещённые на линии прекращения огня после 1956 года, были выведены с Синайского полуострова по требованию президента Египта Насера, Тиранский пролив был снова закрыт для прохода израильских судов. В этих условиях премьер-министр Эшколь вынужденно объявил о создании правительства национального единства с участием представителей РАФИ и правого блока ГАХАЛ. Несмотря на противодействие Голды (вызвавшее широкую критику в прессе и обвинения в сведении личных счётов), Моше Даян, представлявший в кнессете РАФИ, получил портфель министра обороны. В последовавшей Шестидневной войне Израиль одержал решительную победу над коалицией арабских стран, включавшей, помимо Египта, Иорданию и Сирию.
По окончании войны Меир продолжила работу по созданию новой большой левой партии. Она не хотела восстановления старой структуры МАПАЙ, поскольку слава победителя в войне делала Даяна основным претендентом на пост премьер-министра. Кроме того, объединение только МАПАЙ и РАФИ усилило бы её постоянного противника Переса, занявшего пост секретаря РАФИ. Поэтому Голда постаралась привлечь в коалицию «Ахдут ха-Авода», где лидером был другой знаменитый израильский военачальник Игаль Алон. В январе 1968 года три фракции объединились под общим названием Рабочей партии («Авода»). Меир сохранила в новом образовании пост генерального секретаря, но уже в июле ушла в отставку, ссылаясь на накопившуюся усталость. Новым генеральным секретарём стал Сапир.

### Премьер-министр
В конце 1968 года премьер-министр Израиля Леви Эшколь перенёс инфаркт. Близкие к Эшколю люди знали об ухудшении его состояния, и началось рассмотрение возможных кандидатур преемников на посту премьер-министра. Моше Даян был популярен в народе, но у него сложились плохие отношения со многими деятелями предыдущего поколения в руководстве МАПАЙ. Игаль Алон, напротив, располагал обширными связями в руководстве, но был менее известен публике. Избрание любого из них на пост премьер-министра потенциально означало новый раскол в партии, поэтому ряд лидеров «Аводы» во главе с Сапиром остановил свой выбор на кандидатуре Голды Меир. Сапир проинформировал об этом решении Меир, но она отказалась включаться в борьбу за пост премьер-министра, пока жив Эшколь.
В феврале 1969 года Эшколь скончался. Временно исполняющим обязанности премьер-министра стал Алон, но Сапиру удалось убедить его, что до выборов в ноябре 1969 года пост премьера должна занять Голда. 3 марта кабинет министров почти в полном составе проголосовал за это назначение — единственным воздержавшимся оказался Даян. Решение было принято несмотря на то, что Меир уже исполнилось 70 лет и у неё к этому моменту был диагностирован рак крови. Широкая публика поддерживала Меир намного слабей, чем Даяна или Алона, но на внутрипартийном голосовании ни один из 400 членов ЦК «Аводы» не проголосовал против неё (45 делегатов от РАФИ воздержались). Она вступила в должность 17 марта 1969 года, кнессет поддержал её новый кабинет 84 голосами против 12. Меир стала третьей в мировой истории женщиной, занимавшей пост премьер-министра, после Индиры Ганди и Сиримаво Бандаранаике.
Как премьер-министр Голда продолжала работать на износ, до позднего вечера, редко урывая время для нормального обеда или ужина, и загружала таким же огромным объёмом работы своих подчинённых и помощников. Она унаследовала от Эшколя правительство национального единства, включавшее представителей большинства политических фракций кнессета, от крайне левых до право-националистических, что затрудняло принятие решений мягким премьер-министром. Голда быстро проявила себя как намного более авторитарный лидер, заявив, что не потерпит «иудейской войны» в правительстве в дополнение к войне с внешними врагами, и не стесняясь распекать отдельных министров в присутствии остальных. Особенно резкую реакцию вызывали публичные заявления министров о возможных условиях израильского отступления с занятых территорий: Голда считала, что их воспримут как свидетельство слабости и отсутствия единства в правительстве. В итоге мало кто из министров осмеливался открыто возражать Меир, опасаясь личной вендетты.
Наиболее важные решения Меир принимала не советуясь с полным составом правительства — для этого существовал узкий «кухонный кабинет», собиравшийся у неё дома в неформальной обстановке. При этом не составлялась предварительная повестка дня, не готовились копии докладов, к работе не привлекались секретари-референты. Как указывают биографы, в кризисных ситуациях такая неформальность и кулуарность процесса принятия решений оборачивались непрофессионализмом и неэффективностью. Узкий состав «кухонного кабинета» и нетерпимость премьер-министра к мнениям, отличным от её собственного, часто препятствовали всестороннему анализу важных вопросов. Ни Даян на посту министра обороны, ни возглавивший МИД Абба Эвен не пользовались полной свободой действий, и премьер-министр часто принимала решения за них.
Менее чем через месяц на посту премьер-министра рейтинг Меир в опросах общественного мнения в Израиле достиг 61 %, а к июлю 1969 года — почти 90 %. Она добилась от партии МАПАМ согласия на участие в выборах в кнессет 7-го созыва единым блоком, получившим название «Маарах», и в новом составе кнессета он получил 56 мандатов — абсолютный рекорд для отдельной фракции за всю историю Израиля. После выборов Меир снова сформировала правительство национального единства, однако уже через год коалицию покинул правый блок ГАХАЛ. Причиной стало согласие премьер-министра рассмотреть так называемый «план Роджерса», предполагавший заключение мира между Израилем и Египтом после отступления Израиля с территорий, занятых в Шестидневной войне.
В годы пребывания во главе страны здоровье Меир продолжало ухудшаться, ей приходилось всё чаще прибегать к помощи болеутоляющих лекарств и еженедельно проходить курс лечения от лимфомы. В 1971 году Голда впервые заявила, что намерена уйти в отставку с поста премьер-министра, а год спустя указала конкретную дату — октябрь 1973 года. Члены кабинета уговаривали её остаться, поскольку вопрос о преемнике оставался нерешённым (наиболее реальной кандидатурой был Даян, которому Меир не доверяла). За месяц до своего 75-летия она объявила на заседании ЦК «Аводы», что готова сохранить пост за собой. К этому времени уровень её поддержки, согласно опросам общественного мнения, составлял 73 %.

#### Внутренняя политика
После Шестидневной войны, в том числе в 1969—1973 годах, экономика Израиля переживала быстрый подъём. Одновременно, однако, росла и инфляция, за которой не поспевали предусмотренные долговременными контрактами зарплаты израильских рабочих. Трудовые конфликты привели к серии забастовок работников отдельных сфер хозяйства. Меир, возмущённая «алчностью» рабочих, требовавших изменений условий контрактов до их истечения, боролась с забастовками, используя штрейкбрехеров и указ о чрезвычайном положении, заставлявший вернуться на рабочие места работников ключевых для экономики отраслей. В процессе этой борьбы она испортила отношения с главой Гистадрута Ицхаком Бен-Аароном, выступившим против правительства на стороне трудящихся, и в конечном счёте практически лишила профсоюзы самостоятельности. В то же время государство при ней активно инвестировало средства в социальные программы, и последний бюджет 15-го правительства Израиля был первым в истории страны, где доля гражданских вложений превышала долю трат на безопасность.
В годы пребывания на посту премьер-министра Меир активно выступала за право советских евреев на выезд, отказавшись от традиционной израильской политики секретных переговоров об их судьбе. К этой борьбе она подключила общественность и в других западных странах. Ей удалось добиться определённых успехов, среди которых, в частности, были смягчение приговоров участникам ленинградского «самолётного дела», а затем значительное увеличение числа выездных виз в Израиль для евреев. Если в 1970 году визы получила тысяча человек, то на следующий год уже 13 тысяч, а всего за середину 1970-х годов из СССР сумели вылететь около 200 тысяч евреев.

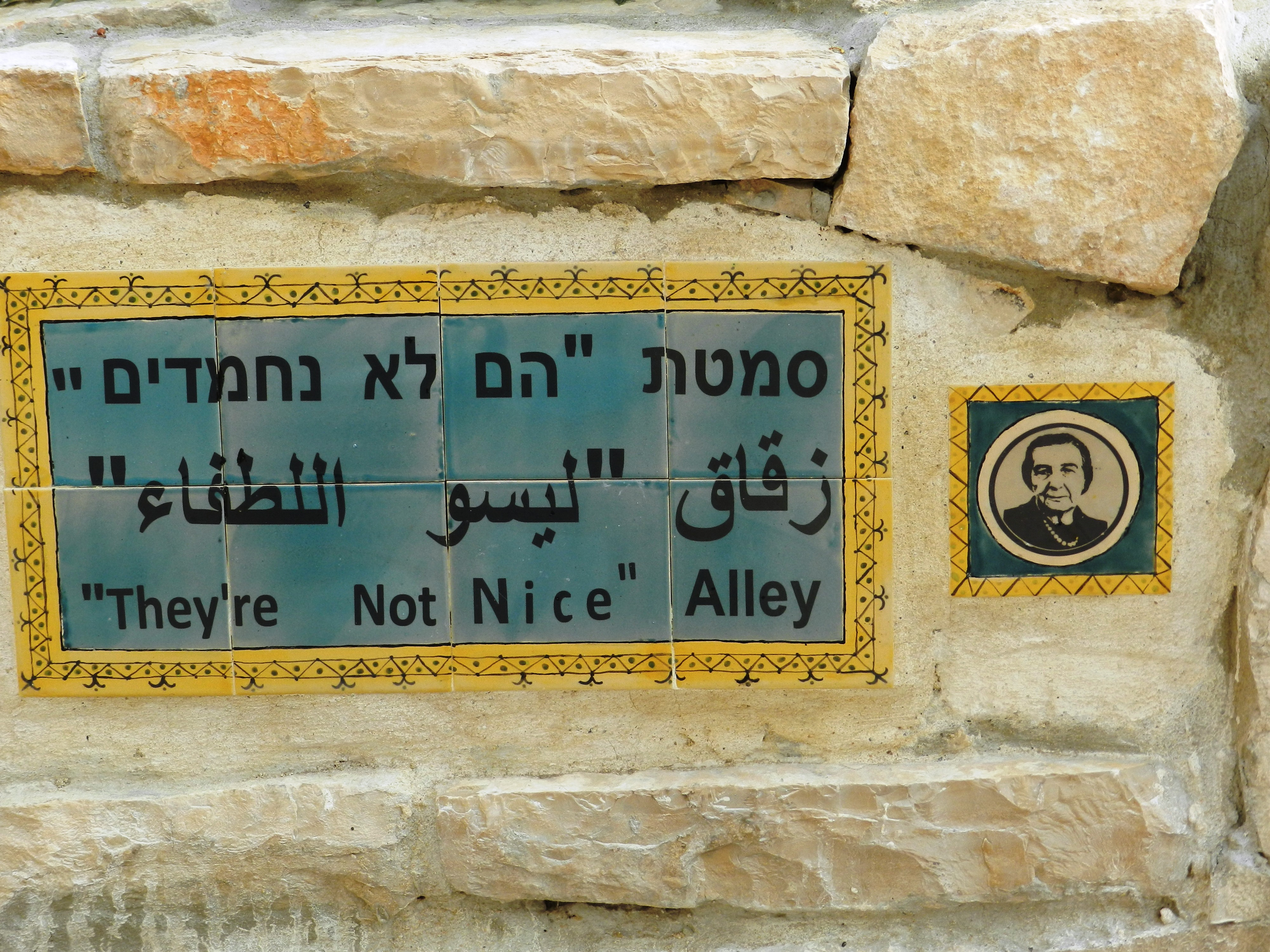
Памятный знак в иерусалимском районе Мусрара, воспроизводящий отзыв Голды Меир о лидерах «Чёрных пантер»

В этот же период, однако, в самом Израиле возникло протестное движение «Чёрные пантеры», члены которого боролись против дискриминации мизрахим. Их критику вызывали, среди прочего, и привилегии новых репатриантов из СССР и Восточной Европы, которые получали лучшие условия жизни и лучшую работу. Неприятие лидеров «Чёрных пантер» и премьер-министра оказалось взаимным. На слова президента Ассоциации марокканских иммигрантов Шауля Бен-Шимона, однажды назвавшего «пантер» «милыми ребятами», Голда ответила: «Люди, бросающие коктейли Молотова в израильскую полицию, вовсе не милые». Под общественным давлением Меир учредила комиссию по проблемам детей и молодёжи в бедственных условиях при офисе премьер-министра, которая в июне 1973 года представила обширную программу реформ. В их число входили расширение пособий многодетным семьям, реструктуризация системы образования и новые строительные проекты. Однако, соглашаясь, что в Израиле существует массовая бедность, Меир ни разу не признала, что это явление носит этнический характер. Её кажущееся равнодушие к проблемам восточных евреев обернулось их охлаждением к партии «Авода», потерявшей часть голосов избирателей.

#### Внешняя политика и арабо-израильский конфликт

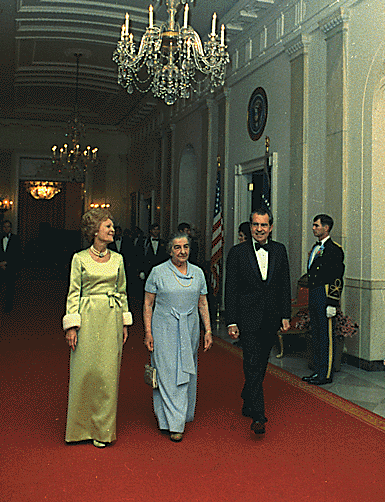
Голда Меир, Ричард Никсон и его супруга Пэт, 1973 год

Если во главе МИДа Меир объездила множество стран Африки, Азии и Латинской Америки, то как премьер-министр она ограничила свои зарубежные визиты Западной Европой и США, один раз также посетив Румынию по приглашению Николае Чаушеску. В отношениях Израиля с развивающимися странами в этот период наступило охлаждение (в 1973 году, в разгар войны Судного дня, многие страны Чёрной Африки разорвали дипотношения с Израилем). Голда лично контролировала контакты с США. Не полагаясь на внешнеполитические ведомства обеих стран, она в сентябре 1969 года договорилась с президентом Никсоном о более прямом канале связи — через посла Израиля в США Ицхака Рабина и тогдашнего советника по национальной безопасности Генри Киссинджера. В дальнейшем хорошие отношения Меир с Никсоном обеспечивали продолжение американской военной помощи Израилю, включая обновление и увеличение числа боевых машин ВВС Израиля. Аналогичную прямую связь премьер-министр Израиля установила также с канцлером ФРГ Вилли Брандтом. В 1972 году Меир была избрана вице-председателем Социнтерна и занимала этот пост в течение двух лет.
Сближение с США было особенно важно для Израиля, поскольку вскоре после вступления Меир в должность получающий вооружение от СССР Египет начал против её страны войну на истощение. Египетский президент Насер и прочие арабские лидеры регулярно выступали с угрозами в адрес Израиля, который обещали уничтожить. Голда заявила, что готова к прямым мирным переговорам с арабскими странами, в рамках которых будут обсуждаться будущие «безопасные» границы Израиля, но вторая сторона настаивала, что любым переговорам должно предшествовать полное отступление Израиля к границам 1949 года.
Правительство Меир согласилось обсудить план Роджерса, предполагавший отступление Израиля с Синайского полуострова в обмен на заключение мира с Египтом, но до его реализации дело не дошло. Позже это дало почву для обвинений в адрес Меир: по мнению критиков, предусматривавшиеся этим планом шаги могли предотвратить войну Судного дня. Вместо этого премьер-министр отдала приказ усилить ответные действия Армии обороны Израиля и перенести боевые действия вглубь территории Египта. Соглашение о прекращении огня, заключённое по инициативе США, было почти сразу нарушено: вопреки его условиям Египет продолжил двигать свои войска к Суэцкому каналу в границах зоны, которая должна была оставаться демилитаризованной.
После смерти Насера в 1970 году Израиль и Египет, разочаровавшись в возможностях посредников, начали выдвигать собственные предложения по достижению мира. В это время Меир впервые обрисовала своё ви́дение будущих границ Израиля после заключения мира: с сохранением захваченных у Сирии Голанских высот, Шарм-аш-Шейха и всего Иерусалима. Она была готова на иорданский контроль над остальной частью Западного берега и сектором Газа, но настаивала на полной демилитаризации всех территорий, с которых отступит Израиль. Для Египта, однако, предложенные уступки оказались совершенно недостаточными. В начале 1973 года Меир передала Египту через американских посредников, что Израиль готов в качестве жеста доброй воли отступить с позиций вдоль Суэцкого канала к перевалам в глубине Синайского полуострова и допустить ограниченный египетский контингент на восточный берег канала, но эта инициатива тоже не была реализована.
Реализации идеи отказа от территорий в обмен на мир препятствовали и собственные действия израильской администрации. К началу 1969 года на территориях, занятых в ходе Шестидневной войны, уже начали снова возникать еврейские поселения. Политику на этих территориях определяло преимущественно министерство обороны. Его глава Моше Даян взял курс на активное развитие поселений (включая строительство целых городов) и ослабление административных ограничений, которым подвергалось арабское население. Таким образом он рассчитывал упрочить добрососедские отношения между еврейскими поселенцами и жителями арабских городов, что, в свою очередь, послужило бы основой для мира с Иорданией. Голда в основном не вмешивалась в действия Даяна, пока тот не выступил с идеей разрешить израильтянам приобретать землю на территориях. Этот план натолкнулся на решительное противодействие «голубиного» крыла в правительстве. В дальнейшем разногласия усугублялись по мере того, как Даян вносил всё новые предложения по «ползучей аннексии» (такое определение его политике дал Сапир). В поисках компромисса в 1973 году при активном участии Меир был подготовлен так называемый меморандум Галили, определявший государственную политику Израиля на территориях. Он в значительной степени узаконивал позицию Даяна, хотя сама премьер-министр относилась к ней скептически.
Между тем, в Иордании противостояние между радикальными палестинскими организациями и опирающимся на бедуинские кланы правительством короля Хусейна вылилось в сентябре 1970 года в вооружённый конфликт. Организация НФОП объявила о намерении «освободить» Амман от власти Хашимитской династии и предприняла попытку убийства короля. Сирия и Ирак выступили в поддержку «братьев-фидаев», и границу с Иорданией начали пересекать сирийские танковые части. По просьбе Хусейна, поддержанной правительством США, израильские боевые самолёты совершили над ними несколько пролётов, продемонстрировав готовность вступить в конфликт на стороне иорданских властей. Этой демонстрации хватило, чтобы удержать Сирию от вмешательства и позволить Хусейну подавить беспорядки в стране. События «Чёрного сентября» укрепили неофициальное израильско-иорданское сотрудничество. В отсутствие официального мира добрососедские отношения были установлены де-факто: обе страны работали над одними и теми же проектами, начала работать «горячая линия» телефонной связи между королём и премьер-министром Израиля.
В условиях, когда США и СССР не сумели сблизить позиции Израиля и арабских стран, а призывы Меир о прямых переговорах были отвергнуты, в качестве посредников между Израилем и Египтом пытались выступить другие страны (Румыния, Ватикан, коалиция африканских государств) и частные лица, включая президента Всемирного еврейского конгресса Нахума Гольдмана. Однако эти усилия окончились неудачей. Одновременно израильско-арабский конфликт резко обострился из-за теракта на Олимпийских играх в Мюнхене (1972), где боевики палестинской организации «Чёрный сентябрь» убили ряд членов спортивной делегации Израиля.
Первой реакцией Израиля на теракт в Мюнхене стали бомбовые удары по базам Организации освобождения Палестины в Сирии и Ливане. После этого Меир объявила о начале планомерной борьбы с террором и пообещала семьям погибших, что Израиль разыщет всех виновных в их гибели. Советник по борьбе с террором Аарон Ярив и глава «Моссада» Цви Замир представили премьер-министру план по розыску и уничтожению лидеров «Чёрного сентября» в странах Европы, и она впервые дала согласие на такие действия. Убийство агентами «Моссада» в Норвегии постороннего человека, которого приняли за стратега «Чёрного сентября» Али Хасана Саламе, привело к аресту некоторых из них. Однако в целом операция, по мнению Замира, достигла своей цели: руководство палестинских организаций поняло, что возмездие за их действия может настичь их и в нейтральных странах.

#### Война Судного дня

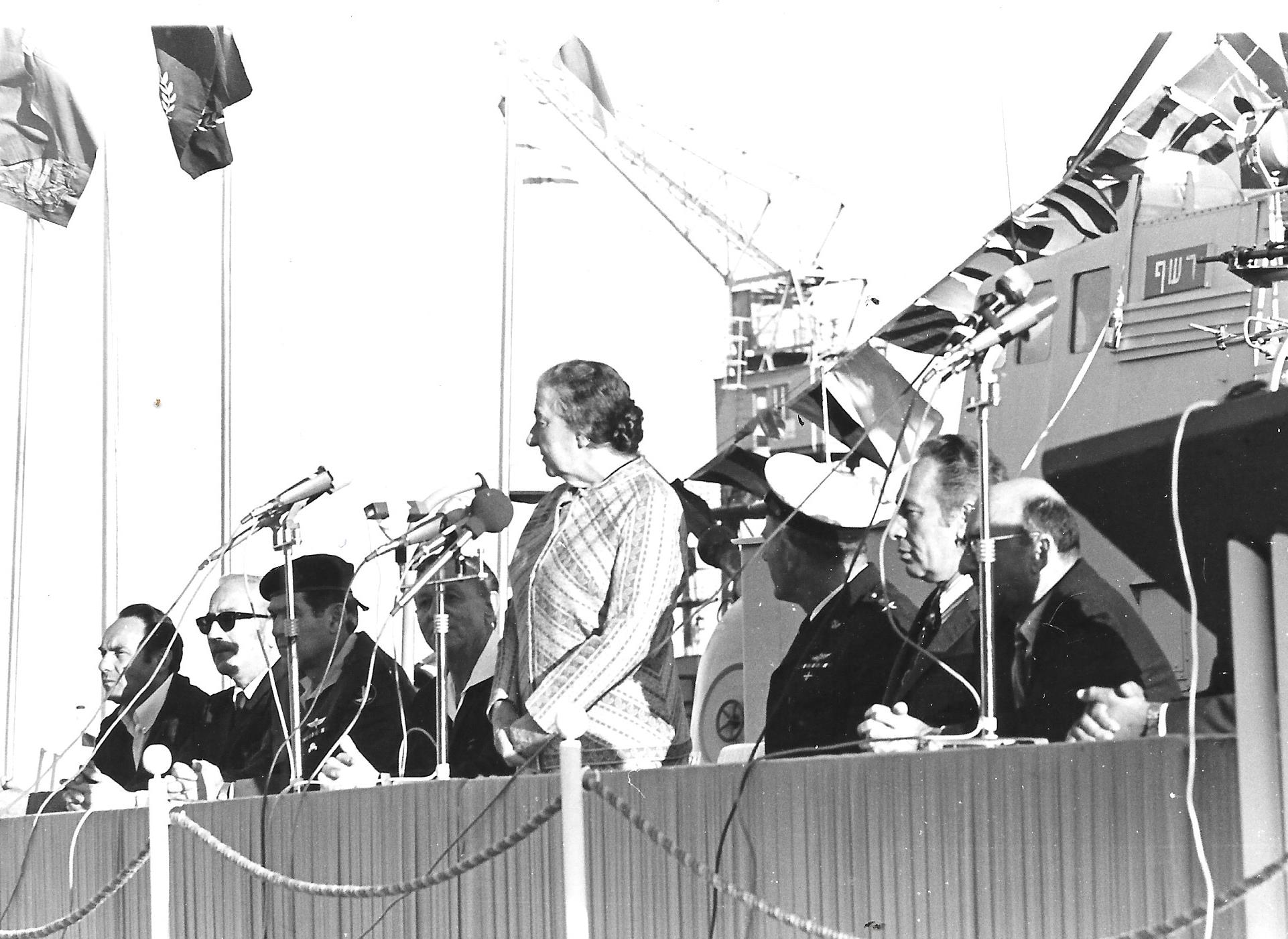
Церемония спуска на воду ракетного катера «Решеф», февраль 1973 года

В мае 1973 года передвижения египетских войск убедили начальника Генерального штаба АОИ Давида Элазара в том, что готовится нападение на Израиль, и была объявлена мобилизация резервистов, обошедшаяся государству примерно в 35 миллионов долларов. После этого военное и политическое руководство Израиля не было готово к повторной мобилизации, оказывающей разрушительное влияние на экономику, без неоспоримых оснований. Кроме того, начальник военной разведки Эли Зеира был уверен, что Египет просто не готов к войне, поскольку не располагает тяжёлыми бомбардировщиками.
25 сентября 1973 года король Иордании Хусейн тайно прибыл в Израиль и сообщил Меир, что располагает достоверной информацией о готовящемся нападении Сирии на Израиль. У короля не было данных о планах Египта, но он полагал, что эта страна также примет участие во вторжении. Вскоре после этого израильская разведка получила сведения о мобилизации 120 тысяч резервистов в Египте и начале эвакуации советских военнослужащих и советников из Египта и Сирии. Даян и Зеира, однако, продолжали успокаивать Меир, заявляя, что вступление в войну Египта маловероятно, а военные действия со стороны одной лишь Сирии не представляют для Израиля угрозы.
К утру 5 октября, накануне наступления в Израиле ежегодного поста Судного дня (Йом-кипур), стало известно, что на египетской стороне Суэцкого канала сосредотачивается большое количество техники для форсирования водных преград. Начальник Генерального штаба отменил все отпуска военнослужащих и начал переброску танковых частей к сирийской границе. Из-за его расхождений с Даяном в оценке намерений Египта окончательное решение о дальнейших шагах осталось за Голдой. На заседании узкого кабинета мобилизацию резервистов отложили до окончания поста, хотя в случае острой необходимости эта возможность оставалась у премьер-министра и в Йом-кипур. Меир также срочно отправила посла Израиля в США Симху Диница обратно в Вашингтон, где уже находился министр иностранных дел Абба Эвен.
Утром 6 октября «Моссад» получил информацию, что египетско-сирийское вторжение начнётся на закате этого дня. Времени на мобилизацию оставалось слишком мало, и Элазар предложил нанести упреждающий авиаудар по частям противника, но Даян был резко против. Решение вновь пришлось принимать Меир. Она отказалась от превентивного удара, но согласилась начать мобилизацию и распорядилась о немедленной эвакуации детей из кибуцев на границе с Сирией. Вскоре после того, как премьер-министр заверила посла США в том, что Израиль не будет атаковать первым, вторжение арабских армий началось.
Вечером 6 октября, по завершении поста, Меир выступила по телевидению, выразив уверенность в победе АОИ. Однако наступление арабских армий, создавших огромный численный перевес на своих участках, продолжалось и на следующий день, у израильских частей, сдерживавших прорыв, кончались боеприпасы, а 10 % авиации было уничтожено новыми советскими ракетными комплексами «Куб» на вооружении арабов. Даян настаивал на отступлении с Голанских высот и вглубь Синайского полуострова к новым рубежам обороны и предсказывал «падение Третьего храма» под натиском вражеских полчищ. Он полностью переложил все военные решения на премьер-министра, которая вынужденно оказалась в положении «генералиссимуса», как это определил военный корреспондент «Гаарец» Зеэв Шифф. Однако Элазар и предшественник Даяна на посту министра обороны Хаим Бар-Лев не поддались панике и предложили кабинету министров рискованный, но выполнимый план обороны на текущих позициях, который и был утверждён вопреки призывам Даяна.
Согласно ряду источников (среди которых пулитцеровский лауреат Сеймур Херш), в третий день войны Меир отдала приказ о приведении в боевую готовность ядерных боеголовок, находящихся в распоряжении Израиля. Подлинность этой информации сомнительна: помимо того, что само существование такого оружия у Израиля остаётся под вопросом, центру страны ничего в тот момент в любом случае не угрожало, и необходимости в применении оружия последнего шанса не было. Фактически угроза была даже меньше, чем её оценивали в Иерусалиме: президент Садат информировал США, что Египет планирует лишь локальную операцию, не ставя целью уничтожение Израиля, но американцы не поделились этой информацией с Меир.
8 октября Меир объявила о решении не выступать по телевидению и не давать интервью, пока исход войны не определился. На следующий день она запретила это и Даяну, который хотел обратиться к гражданам через СМИ с разъяснением своей оценки происходящего. Вместо этого к нации обращался генерал Аарон Ярив, который в осторожных выражениях проинформировал аудиторию, что на севере ситуация нормализовалась, но на юге остаётся тяжёлой. К полудню следующего дня стало ясно, что поражения удалось избежать: на Синае египетские силы были окончательно остановлены, а на Голанских высотах израильтяне перешли в контрнаступление. Однако АОИ начинала испытывать нехватку боеприпасов, а обещанные поставки от США задерживались. Пытаясь ускорить этот процесс, Голда уже к 11 октября связалась с депутатами Конгресса, профсоюзным лидером Джорджем Мини и еврейскими лоббистами и требовала личной встречи с Никсоном.

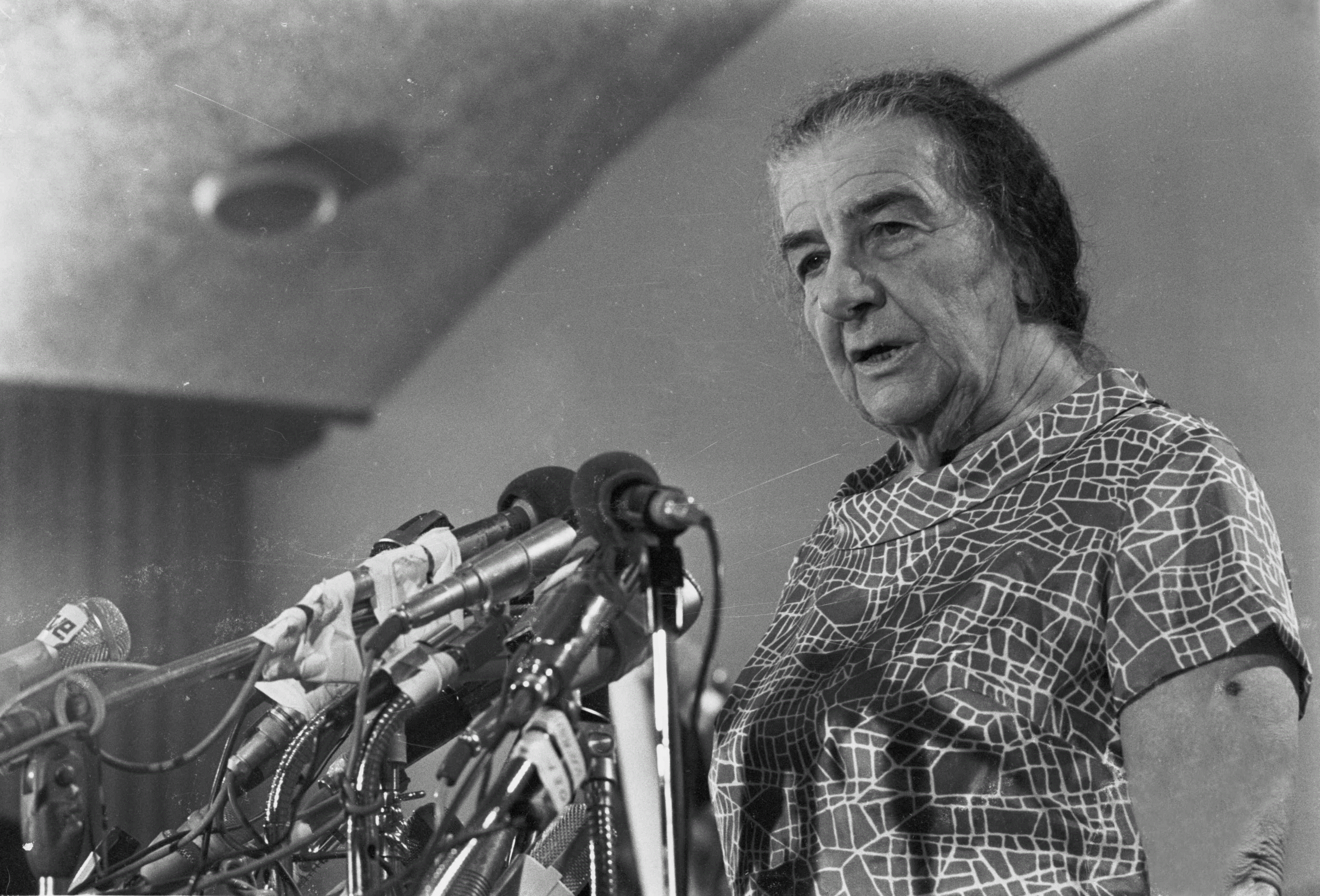
Меир на пресс-конференции 13 октября 1973 года

На пятый день войны, когда Даян всё ещё настаивал на создании эшелонированной обороны и раздаче гражданским лицам противотанкового вооружения, Элазар уже выдвинул план танкового броска на Дамаск. Начальник Генерального штаба считал, что это заставит сирийцев запросить прекращения огня и позволит перебросить затем силы на Синай для создания преимущества против египетских войск. Их спор опять пришлось решать премьер-министру, и она поддержала план Элазара. 13 октября президент Никсон, получив информацию об огромном объёме поставок советского оружия арабским странам, в свою очередь отдал распоряжение о быстрой и крупномасштабной поставке оружия и боеприпасов Израилю. Одновременно египтяне на Синае предприняли попытку нового наступления, обернувшуюся для них огромными потерями. Когда Бар-Лев, возглавивший израильские силы на юге, сообщил Меир о переломе в боевых действиях, она дала разрешение на переход Суэцкого канала. Утром 15 октября развернулось израильское наступление на Каир.
В этих условиях СССР потребовал немедленного прекращения огня. США после недолгих переговоров согласились с этим требованием. Израиль был поставлен перед фактом единогласного голосования в Совете Безопасности ООН, вынуждавшим его прекратить наступление. Согласиться на эти требования Голду побудил один из пунктов резолюции, призывавший к прямым переговорам между Израилем и Египтом с целью заключения окончательного и всеобъемлющего мира. Поскольку Меир долгое время добивалась именно таких переговоров без участия посредников, она сочла возможным остановить военные действия в обмен на это обещание. К моменту прекращения огня Израиль полностью вернул себе утраченные территории, его силы продвинулись вглубь Сирии и Египта, но свыше 2500 солдат АОИ были убиты и десятки попали в плен.

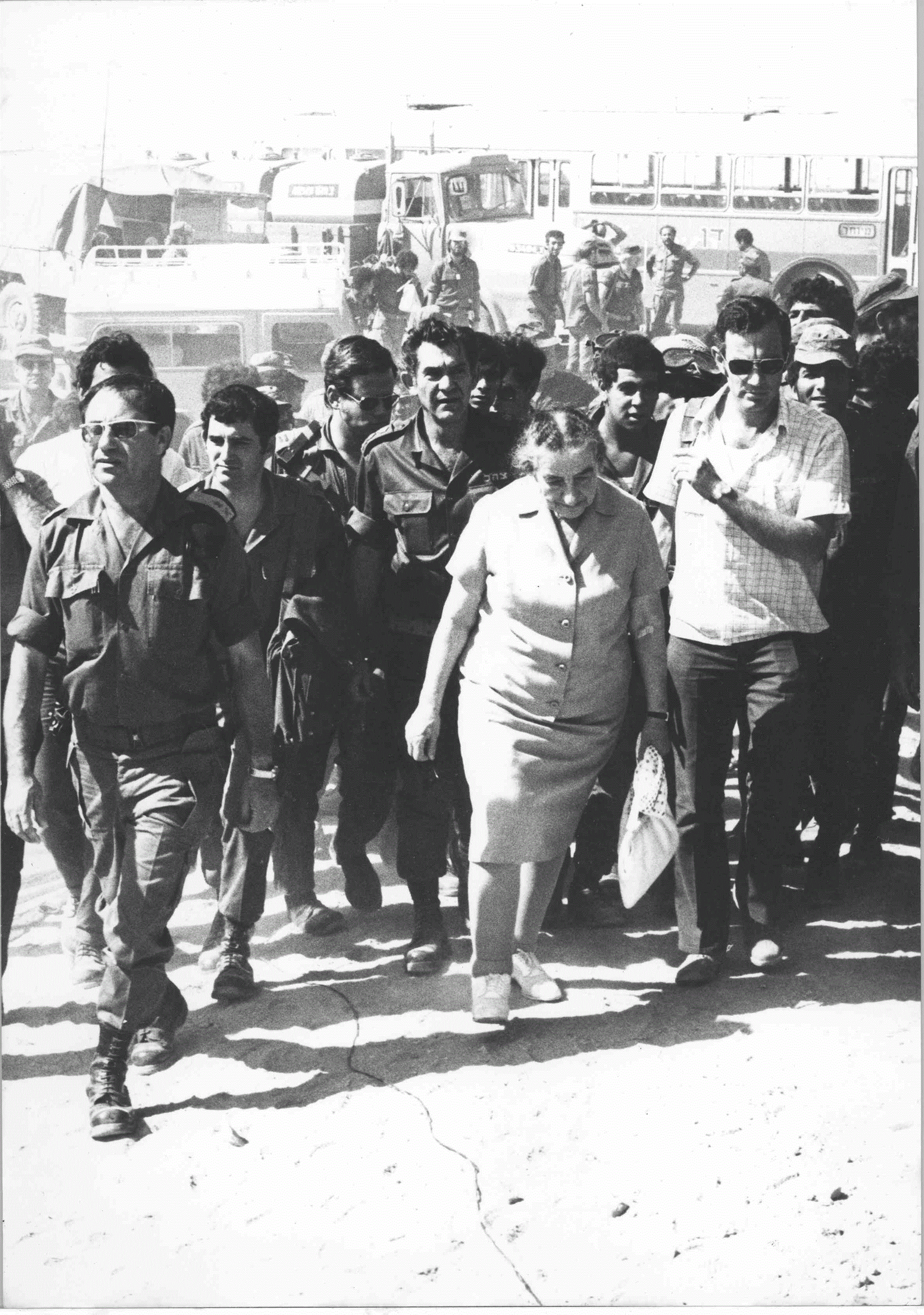
Меир и Давид Элазар в штабе командования Южного округа, 29 октября 1973 года

Перемирие, вступившее в силу 22 октября, было почти сразу сорвано. В этом были виноваты обе стороны, но выгоду извлекли только израильтяне, сумевшие окружить египетскую 3-ю армию. Новое перемирие было заключено 25 октября, когда в войну пригрозил включиться Советский Союз. Менее чем через неделю Меир вылетела в Вашингтон для переговоров с Никсоном и Киссинджером. Последний уже дал обещание СССР и Египту, что израильские войска откроют коридор для снабжения 3-й армии и отступят к линии прекращения огня 22 октября. Меир в свою очередь требовала полного отступления египтян за Суэцкий канал и как можно более скорого обмена пленными. Эти переговоры не принесли результата, но тем временем израильские и египетские полевые командиры на Синае самостоятельно договорились об отходе АОИ на 35 км от канала в обмен на открытие Египтом Баб-эль-Мандебского пролива для иранских танкеров, везущих нефть в Израиль. Американцам пришлось самим дать Меир гарантии, что Египет будет соблюдать прочие условия перемирия, включая обмен пленными и размещение миротворцев ООН на территории, с которой отходили израильские войска.
Выборы в кнессет 8-го созыва, ранее назначенные на 31 октября, из-за войны были отложены до 31 декабря. За оставшееся время партии «Авода» было необходимо скорректировать программу с учётом уроков войны. При поддержке Меир «голуби» в составе партии сумели внести ключевое изменение в формулировки: теперь в программе говорилось, что границы Израиля, определяемые будущими мирными соглашениями с соседними странами, станут результатом «территориального компромисса». Кроме того, она определяла, что строительство поселений на территориях будет вестись «с учётом национальных оборонных приоритетов», что было отходом от прежней поселенческой политики Даяна.
Меир также утвердила полномочия государственной комиссии во главе с судьёй Верховного суда Агранатом, на которую возложили расследование причин провалов разведки и вооружённых сил накануне и в первые дни войны. Главным виновником произошедшего в руководстве партии и в обществе в целом считали Даяна, как министра обороны. Тем не менее Меир последовательно отвергала требования об его увольнении. В результате министр юстиции Яаков-Шимшон Шапира, требовавший отставки Даяна, ушёл из правительства сам. Внутри самой «Аводы» тоже обострился конфликт фракций: сторонники Даяна требовали отставки Алона, во время войны занимавшего пост заместителя премьер-министра, и министра без портфеля Галили. Собрав ЦК партии, Голда потребовала тайного голосования по вопросу о том, может ли она оставаться лидером «Аводы». Однако никто больше не выдвинул своей кандидатуры на этот пост, и в результате за Меир проголосовали больше 80 % членов ЦК.

### Завершение политической карьеры и последние годы жизни
В преддверии выборов 31 декабря 1973 года в кампаниях «Аводы» и правого блока «Ликуд» избирателям были представлены диаметрально противоположные взгляды на территориальный компромисс. «Ликуд» обвинял оппонентов в капитуляции сродни мюнхенской и заявлял, что Меир и «Авода» сами отказались от права руководить страной; «Авода» представляла своих основных соперников ретроградами, готовыми пожертвовать перспективой мира ради удержания всех захваченных территорий. В качестве прорыва на пути к достижению мира с арабами партия Меир пыталась представить избирателям достигнутые с Египтом промежуточные соглашения и стартовавшую в Женеве мирную конференцию. На выборах «Авода» получила 40 % голосов против 29 % у «Ликуда», осталась крупнейшей в израильском парламенте и стала основой для очередной правительственной коалиции.
Параллельно с переговорами по созданию правительства Меир вела переговоры с Египтом о дальнейшем урегулировании на Синайском полуострове. Эти переговоры приняли форму челночной дипломатии, где в роли «челнока»-посредника выступал госсекретарь Киссинджер. Преследуя в основном интересы собственной страны, он требовал от Израиля территориальных уступок без гарантий мира со стороны Египта, на что Меир долгое время категорически отказывалась идти. Однако в итоге вместо мирного соглашения ей пришлось удовлетвориться долгосрочным прекращением огня при условии, что гарантом безопасности Израиля выступят США.
Политическое маневрирование осложняли как состояние здоровья Меир, страдавшей в это время от опоясывающего лишая, так и ухудшающаяся социальная обстановка в Израиле. В условиях роста цен экономисты выступали с рекомендациями о девальвации израильского фунта, введении новых налогов на предметы роскоши и снижении субсидий на базовые продукты питания. Рейтинг Голды продолжал падать, достигнув отметки в 21 %. Левые партии (в число последних входило отколовшееся от «Аводы» Движение за гражданские права) не стремились в коалицию, а формирование нового правительства национального единства с «Ликудом» грозило параличом переговоров с Египтом. 3 марта Меир объявила, что сформирует правительство меньшинства или сдаст депутатский мандат, однако уже через неделю ей удалось собрать коалицию, включавшую больше 60 депутатов. Кроме «Маараха», в коалицию вошли МАФДАЛ и Партия независимых либералов.
Однако уже 11 апреля 1974 года Меир подала в отставку с поста главы правительства, а в июне отказалась и от депутатского мандата. Причиной такого решения стала публикация промежуточного отчёта комиссии Аграната. Хотя основным объектом критики комиссии стала верхушка министерства обороны и военного командования, вызванное им массовое общественное недовольство заставило уйти в отставку и политическое руководство страны. В промежутке между объявлением об отставке и формированием нового правительства Меир сохраняла за собой пост премьер-министра. Она использовала своё влияние для того, чтобы предотвратить избрание на этот пост Шимона Переса, с которым давно конфликтовала. Помимо него, единственным заметным членом руководства страны, чья репутация не была запятнана войной Судного дня, оказался Ицхак Рабин, до должности посла в США бывший начальником Генштаба АОИ, а в последнем кабинете Меир занявший пост министра труда. Он также со времён Эшколя считался противовесом Даяну как военный авторитет. Его в итоге и поддержала Голда.
Рабин сформировал новый правительственный кабинет в июне 1974 года. Главным, что успело сделать правительство Меир между выборами 1973 года и окончанием своих полномочий, стало подписание двух промежуточных соглашений с Египтом (в январе 1974 года) и с Сирией (в мае). Они предусматривали отступление Израиля с части занятых в результате военных действий территорий в обмен на гарантии безопасности. Уступки сирийцам вызвали осуждение у израильтян: частично возвращавшиеся Сирии Голанские высоты воспринимались, как «крепостная стена» израильской безопасности. Кроме того, незадолго до заключения соглашения спонсируемые Сирией палестинские боевики захватили в заложники школьников в израильском городе Маалот и убили 20 из них, прежде чем израильский спецназ спас остальных. Однако Голда только остановила переговоры на один день, заявив, что лечить нужно болезнь (отсутствие мира), а не симптом (арабский террор).
После отставки Меир продолжала вести активную публичную жизнь, получая десятки писем и звонков и участвуя в многочисленных мероприятиях. Уже в 1974 году, в год окончания политической карьеры, вышла книга её мемуаров «Моя жизнь» (ивр. חיי‎), написанная с её слов журналисткой Риной Самуэль и переведённая в дальнейшем более чем на 20 языков. Книга стала бестселлером и принесла значительную прибыль. Одновременно Меир с помощью Эли Мизрахи, бывшего директора канцелярии премьер-министра, начала сбор документов и свидетельств, призванных продемонстрировать её истинную роль в преддверии и в ходе войны Судного дня, однако к концу её жизни этот труд не был завершён.

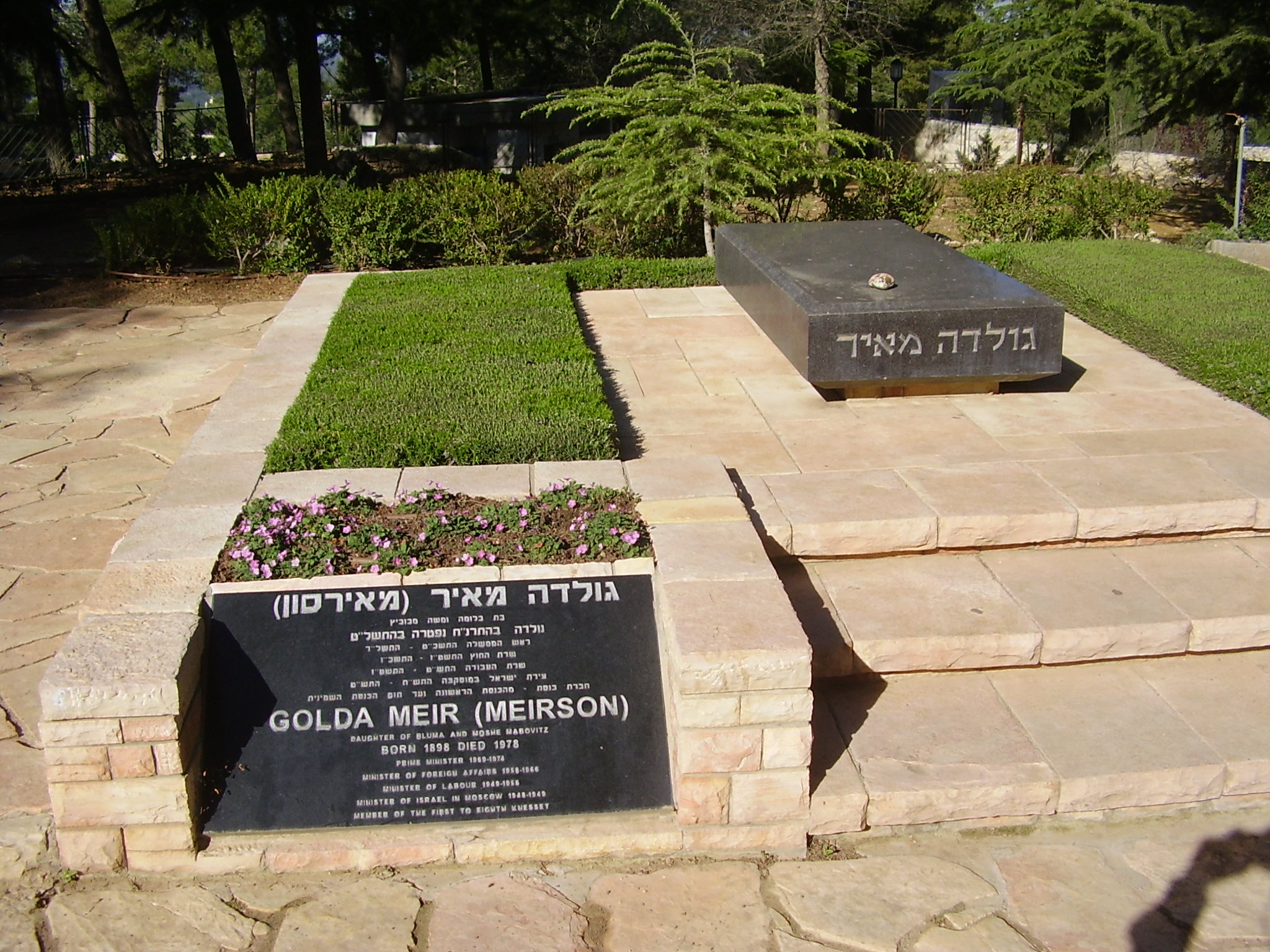
Могила Голды Меир на горе Герцля

В 1975 году Голде была присуждена Премия Израиля за заслуги перед государством и обществом. В том же году по приглашению Рабина она возглавила неформальный «Форум лидеров», в котором участвовали также сам Рабин, Перес, Галили и ряд других политиков. Рядовые израильтяне, однако, восприняли это как свидетельство слабости нового премьер-министра, нуждающегося в указаниях со стороны предшественницы, и вскоре форум был распущен. В следующем году Меир учредила частный фонд, предоставлявший студенческие стипендии детям из неблагополучных семей в городах развития и других периферийных населённых пунктах. В 1977—1978 годах она занимала пост почётного президента Общества по исследованию еврейских общин.
Последнюю публичную речь Меир произнесла в сентябре 1978 года на заседании парламентской фракции «Аводы», решавшей, как её членам следует голосовать по вопросу Кэмп-Дэвидских соглашений. В этой речи она резко критиковала премьер-министра Бегина за пункт соглашений, предусматривавший ликвидацию израильских поселений на Синайском полуострове. В последние месяцы жизни у Голды отказали печень и зрение. В конце октября она была госпитализирована в иерусалимской больнице «Хадасса», где 8 декабря того же года скончалась от лимфомы. Она была похоронена в Иерусалиме на горе Герцля. В своём завещании Меир просила не произносить речей на её похоронах, не ставить ей памятников и не называть в её честь никаких учреждений. В исполнение этой последней воли в ходе похоронной церемонии не произносилось никаких речей; только Бегин, получавший в эти дни Нобелевскую премию мира в Осло, в начале своей нобелевской речи почтил память своей многолетней противницы.

## Личность

### Внешний облик и стиль поведения

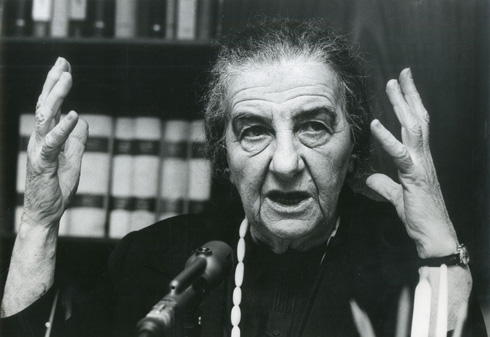
Во время интервью журналу «Бамахане», 1972 год

Согласно воспоминаниям современников, в юности Голди Мабович, уже тогда серьёзная и целеустремлённая не по годам, была привлекательна. В эти годы у неё были ухажёры разного возраста — от одноклассников (один из которых много лет спустя вспоминал её «прекрасные лодыжки», видневшиеся из-под длинного платья) до намного более зрелых мужчин. Позже эти лодыжки распухли и стали бесформенными, вместе с массивным носом, большими бровями и широкой, почти квадратной фигурой (при росте 165 см) вписавшись в облик постаревшей Голды Меир. Первые признаки перехода к этому образу наметились у партийной деятельницы уже к 30-летнему возрасту, но её продолжали считать привлекательной и ближе к 40 годам.
Со временем в прессе и общественном сознании устоялся имидж Голды как «еврейской мамы». Его поддерживали немодные платья и тяжёлые туфли на шнурках — в иврит даже вошло выражение «туфли Голды», — подчёркнутое пренебрежение собственным здоровьем и постоянная готовность похвастаться умением готовить (хотя современники, пробовавшие блюда её приготовления, были о них невысокого мнения). При этом президент США Ричард Никсон, описывая свою первую официальную встречу с Меир в 1969 году, вспоминал: «она вела себя, как мужчина, и хотела, чтобы с ней обращались, как с мужчиной». Курить Меир предпочитала «Честерфилд» без фильтра, воспринимаемые как мужская марка сигарет. На седьмом десятке на советы врачей и друзей сократить количество выкуриваемых сигарет она отвечала, что ей незачем это делать — молодой она уже не умрёт. В то же время она по-своему следила за внешностью, регулярно делала маникюр, никогда не шла спать, не помыв и не расчесав волосы, и с удовольствием участвовала в обсуждении чувства стиля других женщин.
Меир свободно владела как английским языком, так и идишем. В Российской империи она росла в общинах, говоривших на идише (так и не выучив русский), но, попав в США, американизировалась, и английский стал для неё родным. Ивритом, государственным языком Израиля, Меир не владела на уровне двух первых языков, и Абба Эвен злословил по этому поводу, утверждая, что Голда знает на иврите пятьсот слов, но пользуется только двумястами из них.
Уже в начале карьеры Голда зарекомендовала себя как эффективный оратор. В её речах поэтесса Мари Сыркин, будущий биограф Меир, особо отмечала экспрессию и убедительность. Лучше всего той удавались простые, ясные и короткие экспромты; писать она не любила и позже пользовалась помощью секретарей и спичрайтеров, причём эти написанные заранее тексты читала монотонным, лишённым нюансов голосом, заставляя слушателей сомневаться в искренности произносимых слов. Эвен причислял к особым талантам Голды способность просто и доходчиво излагать сложные темы. В дискуссиях она часто была саркастичной и язвительной. С журналистами на протяжении большей части карьеры Голда общалась лично (при этом предпочитая иностранных израильским) и только в 1973 году обзавелась пресс-секретарём.
Оценивая личность Голды по системе личностных критериев Миллона (MIDC), политолог Блема Стейнберг выделяет как наиболее развитые два компонента — стремление к главенству и контролю (англ. Dominant/Controlling) и сварливость и склонность к жалобам (англ. Contentious/Complaining). Несмотря на публичный имидж сильной женщины, Меир на протяжении всей карьеры не стеснялась проявления эмоций, в том числе слёз. Однако, согласно Э. Беркетт, слёзы при личных нападках и другие проявления женственности почти всегда были для неё точно просчитанными средствами психологического давления на оппонентов и союзников. При этом современники вспоминали, что сама Голда была жёстка до грубости в полемике с оппонентами и не чужда мстительности. Леви Эшколь разглядел в Голде попеременное проявление трёх личностей — «королевы» (в хорошем настроении), «мегеры» (в раздражении) и расчётливой, злопамятной и мстительной «ведьмы» (в гневе). Обладая достаточным терпением, чтобы внимательно выслушать чужие мнения, она впоследствии отказывалась их учитывать, если они не совпадали с её собственным. Даже с чувствами и нуждами близких друзей Меир, как правило, не находила нужным считаться, ставя выше них не только интересы государства, но зачастую и свой личный комфорт.
Бен-Гурион называл Голду очень умной, но недостаточно дальновидной. Биографы отмечают, что она, как и прочие ведущие сионисты-социалисты, всегда отрицала, что ей движут личные амбиции. Идеология движения требовала, чтобы лидера призывали на службу общественным интересам, и Голда «ритуально протестовала» при каждом новом назначении. Другим испытанным способом добиться своего были угрозы уйти в отставку — распространённый среди сионистских лидеров приём, к которому часто прибегал и Бен-Гурион. В то же время, по мнению Беркетт, для Меир действительно почти никогда не существовало разницы между тем, что хотелось лично ей, и тем, что она считала нужным и правильным для общества. Её и в самом деле не интересовали привилегии, которые несла с собой власть. Уже будучи одним из руководителей Гистадрута, она продолжала жить в двухкомнатной квартире в доме, построенном рабочим кооперативом, и обходилась двумя платьями. Даже на посту премьер-министра она обедала вместе с горничной и шофёром, пила кофе с собственными телохранителями и могла лично приготовить завтрак иностранному визитёру. Среди второстепенных, но важных черт личности Голды Стейнберг выделяет преданность общему делу и жертвенность.
Вызывая обожание за границей, у себя дома Голда не стремилась к какой бы то ни было популярности. Централизованная система власти, которую строили партия МАПАЙ и Гистадрут, не требовала от их лидеров лично подстраиваться под интересы рядовых граждан, совершать популистские поступки или терпеть чужую косность. Поэтому Меир не нужно было очаровывать публику — ей было достаточно быть нужной партии и лично влиять на её политику (описывая её карьеру, Медзини использует русский термин «аппаратчик»). Это безразличие Голды к личному имиджу успешно использовал Бен-Гурион, регулярно возлагавший на неё проведение в жизнь непопулярных проектов. Тем не менее среди лидеров ишува, а затем независимого Израиля её упорство и преданность делу снискали уважение.
Политическая карьера оставляла мало времени для семейной жизни, и Голда никогда не была близка с собственными детьми. Ни её сын Менахем, ни дочь Сара не окончили курс средней школы, а Менахем ушёл также и из молодёжного сионистского движения. Позже ревнивое отношение Голды к жене Менахема Ханне привело к распаду его брака. Внучку Меиру Меерсон, родившуюся в этом браке, Голда не любила, отказывалась с ней общаться, а когда у той обнаружили синдром Дауна в слабой форме, настаивала на её отправке в психиатрическую больницу.

### Взгляды

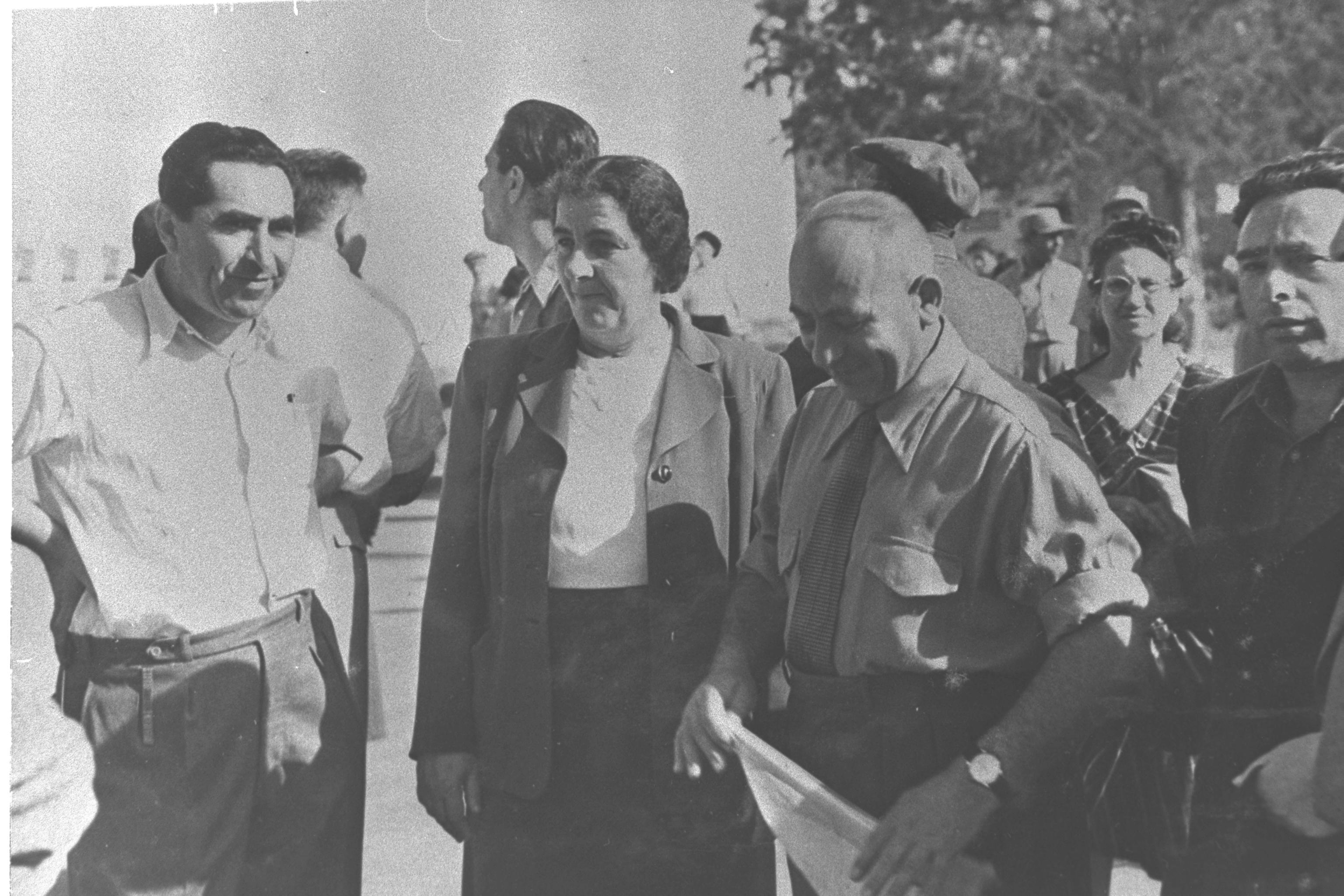
Голда Меир и секретарь Гистадрута М. Шехтер на первомайской демонстрации в Тель-Авиве, 1947 год

Э. Беркетт пишет, что для Голды Меир были важны оба компонента в идеологии социалистического сионизма — национальный и классовый, и она закрывала глаза на возникающие между этими двумя идеологиями противоречия. В годы британского мандата Голда могла одновременно поддерживать кампанию за «еврейский труд» и исключение арабских работников из числа членов Гистадрута и гордиться усилиями этой организации в сплочении арабских рабочих как достижением классовой солидарности. Историк М. Хазан связывает стремление Меир к объединению всех левосионистских партий в 1960-е годы в один блок с её идеями о том, что именно социалисты способны предложить израильтянам реальную альтернативу формирующемуся с начала десятилетия обществу потребления. Ф. Клагсбрун рассматривает близкие к кибуцной идеологии представления Голды о равенстве как предпосылку её конфликтов с работниками-профессионалами, требовавшими оплаты труда в соответствии с квалификацией, а не с размером семьи. При этом уже к 1930-м годам у Голды сложились отрицательные взгляды как на коммунистическую идеологию (которую она рассматривала как конкурирующую с социалистическим сионизмом), так и на её реализацию Советским Союзом. Разочарование в СССР усугубилось после заключения советско-германского пакта в 1939 году.
В начале 1970-х годов Меир воспринимала массовые выступления израильских «новых левых» в защиту прав арабов, изгнанных из приграничных деревень Икрит и Кафр-Бирим, как отказ от веры в моральность сионистской идеи. При этом Беркетт подчёркивает, что у Голды не было ненависти к арабам как к нации и она не считала, что вражда с арабскими странами неизбежна. В 1948 году она тщетно пыталась убедить арабское население Хайфы остаться в городе, а позже неоднократно выступала в ООН с призывами к арабским странам и мировому сообществу решить проблему расселения полумиллиона арабских беженцев. В то же время Меир последовательно отрицала существование палестинцев как отдельной этнической общности. По оценке биографов, израильтянка отказывалась от планов аннексии Западного берега Иордана и сектора Газа не потому, что верила в их принадлежность другому народу, а потому, что в её глазах включение более миллиона арабов в число граждан Израиля могло угрожать еврейскому характеру государства. Меир открыто говорила, что предпочла бы переселить население захваченных территорий в арабские страны, хотя и подчёркивала, что не готова делать это насильно.

Как политик Меир вынужденно мирилась с установившимся статус-кво между светскими и религиозными властями и могла в спорных вопросах даже поддерживать религиозных партнёров по коалиции, но, как подчёркивает М. Медзини, не одобряла традиции иудаизма и сама их не придерживалась, водя машину в субботу и будучи любительницей некошерной китайской кухни. На прямой вопрос, верит ли она в Бога, Голда однажды ответила: «Я верю в еврейский народ, а еврейский народ верит в Бога». В автобиографии она тоже разделяла иудаизм как религию и еврейство, выделяя последнее как более важное для себя:
…быть евреем… это не только означает соблюдать религиозные установления и выполнять их. Для меня быть евреем означает и всегда означало — гордиться тем, что принадлежишь к народу, в течение двух тысяч лет сохранявшему свое своеобразие, несмотря на все мучения и страдания, которым он подвергался.
По оценке Беркетт, Меир, ставшую одной из руководителей ишува, а затем первой на Западе женщиной — премьер-министром, не могли не воспринимать как знамя феминизма, но биографы особо указывают, что сама она не разделяла эту идеологию. Признавая, что женщины сталкиваются с бо́льшими трудностями в профессиональной карьере, чем мужчины, она в то же время считала, что в эгалитарном обществе нет никаких причин для позитивной дискриминации по половому признаку. Публичные выступления Движения за освобождение женщин она называла «сумасшествием» и считала, что феминистки занимаются своей борьбой от скуки. Борьба Голды за равенство для женщин предусматривала не столько равенство повседневных прав, сколько равенство возможностей для участия в строительстве сначала ишува, а затем государства. Меир также отвергала идею освобождения женщин в отрыве от освобождения трудящихся в целом, вне зависимости от пола. В её глазах, для исповедующих такие идеи феминисток независимость ограничивалась успехами в войне против мужчины как «иного биологического вида».

## Семья
Муж — Моррис Меерсон (1893—1951). Брак, заключённый 24 декабря 1917 года, оставался в силе до смерти Морриса, после которой Голда больше не выходила замуж. В этом браке родились двое детей:
- Сын Менахем (англ. Menachem Myerson, 1924—2014)[346], профессиональный виолончелист[347], получивший музыкальное образование в Загребе[327] и Нью-Йорке[348].
- Дочь Сара (в замужестве Рехаби[349], 1926—2010)[350], с 17 лет член кибуца Ревивим[351].

## Признание и память

### Прижизненное признание
При жизни Голда Меир была удостоена ряда государственных наград Израиля и других стран, в числе которых:
- Премия Израиля за заслуги перед государством и обществом (1975)[128][228];
- Орден Южного Креста (Бразилия)[352];
- Орден Освободителя (Венесуэла)[352];
- Большой крест ордена Кетцаля (Гватемала)[353].

Заслуги Меир также были отмечены наградами общественных и образовательных организаций, среди которых:
- Премия Стивена Вайза от Американского еврейского конгресса (1957)[354];
- Звание почётного гражданина Рио-де-Жанейро[355];
- Почётные докторские степени от Республиканского университета Уругвая[171], Университета Атенео-де-Манила (Филиппины)[356], Колледжа Смит, Висконсинского[357], Брандейского[358], Рочестерского университетов[359] и Иешива-университета (США)[360]. В Израиле Меир получила почётные докторские степени от Еврейского университета в Иерусалиме (1970)[361] и Университета имени Бар-Илана (1971)[362].

### Увековечение памяти
Увековечение образа Голды Меир в биографической литературе началось ещё при жизни, а к 2020 году вышло не менее 50 биографий этой деятельницы, многие из которых предназначены для детей и подростков. Основная масса биографий издана на английском языке, многие ранние биографии комплиментарны и опираются преимущественно на собственные воспоминания и интервью Меир, опубликованные в различных изданиях с 1930 по 1978 год. Меир является главной героиней ряда бродвейских пьес и художественных фильмов и фигурирует в лентах, посвящённых теракту на мюнхенской Олимпиаде, последующей операции израильских спецслужб по уничтожению его организаторов и войне Судного дня. Ф. Клагсбрун отмечает, что за пределами Израиля, в особенности в США, сформировавшееся при жизни Меир восторженное отношение к ней во многом сохраняется и в начале XXI века.
Несмотря на просьбу Голды Меир не называть объектов в её честь, уже через год после смерти её имя было присвоено площади в Нью-Йорке. В 1984 году на площади был установлен бюст Меир работы Беатрис Голдфайн. Впоследствии имя Голды Меир присваивалось городским объектам как в Израиле, так и в других странах, существует ряд памятников этой деятельнице, в том числе во Франции. Она также увековечена Государством Израиль на купюрах, монетах и почтовых марках.

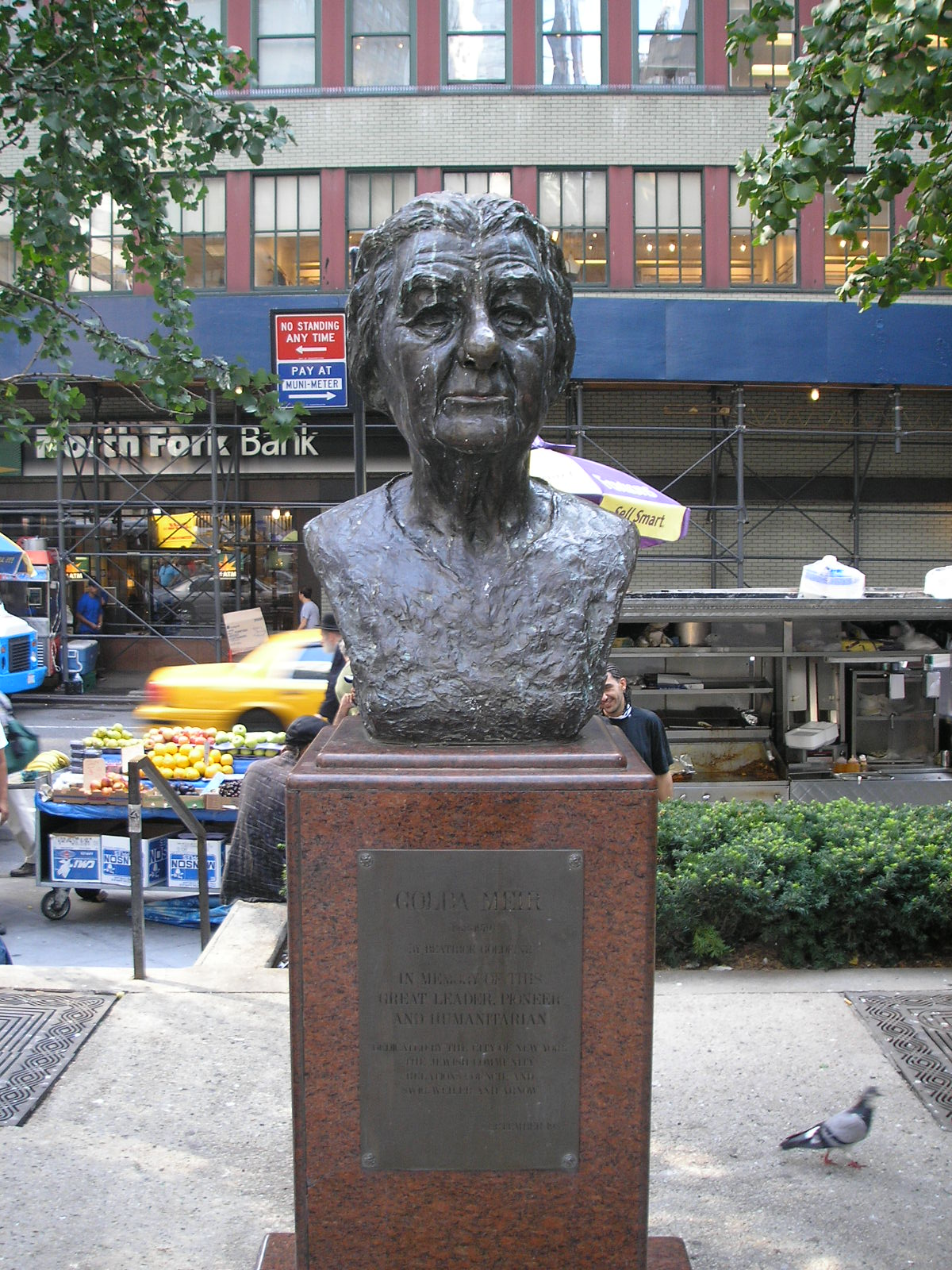
Бюст на Голда-Меир-сквер, Манхэттен (Нью-Йорк)
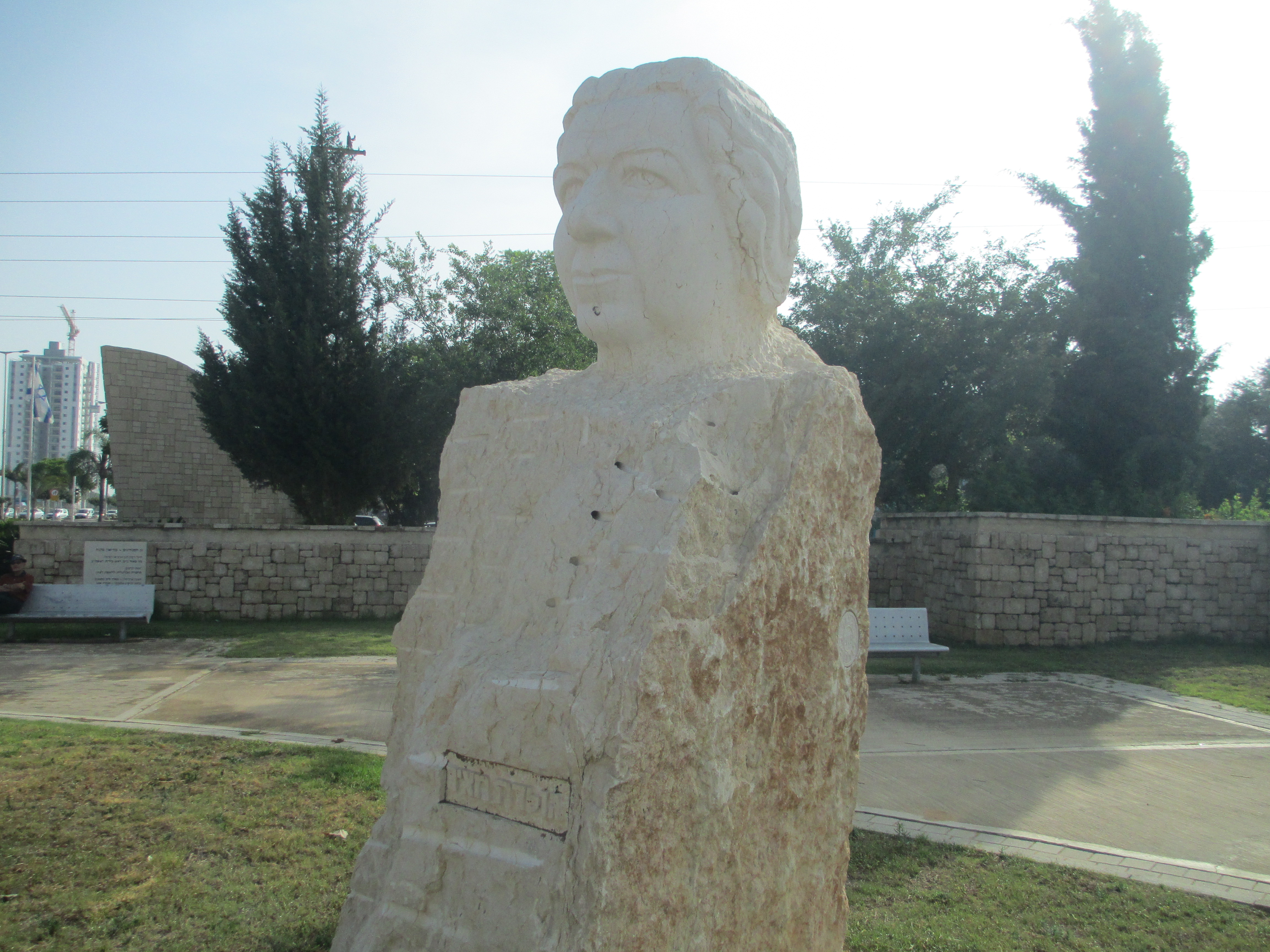
Бюст в парке Лидеров нации, Ришон-ле-Цион
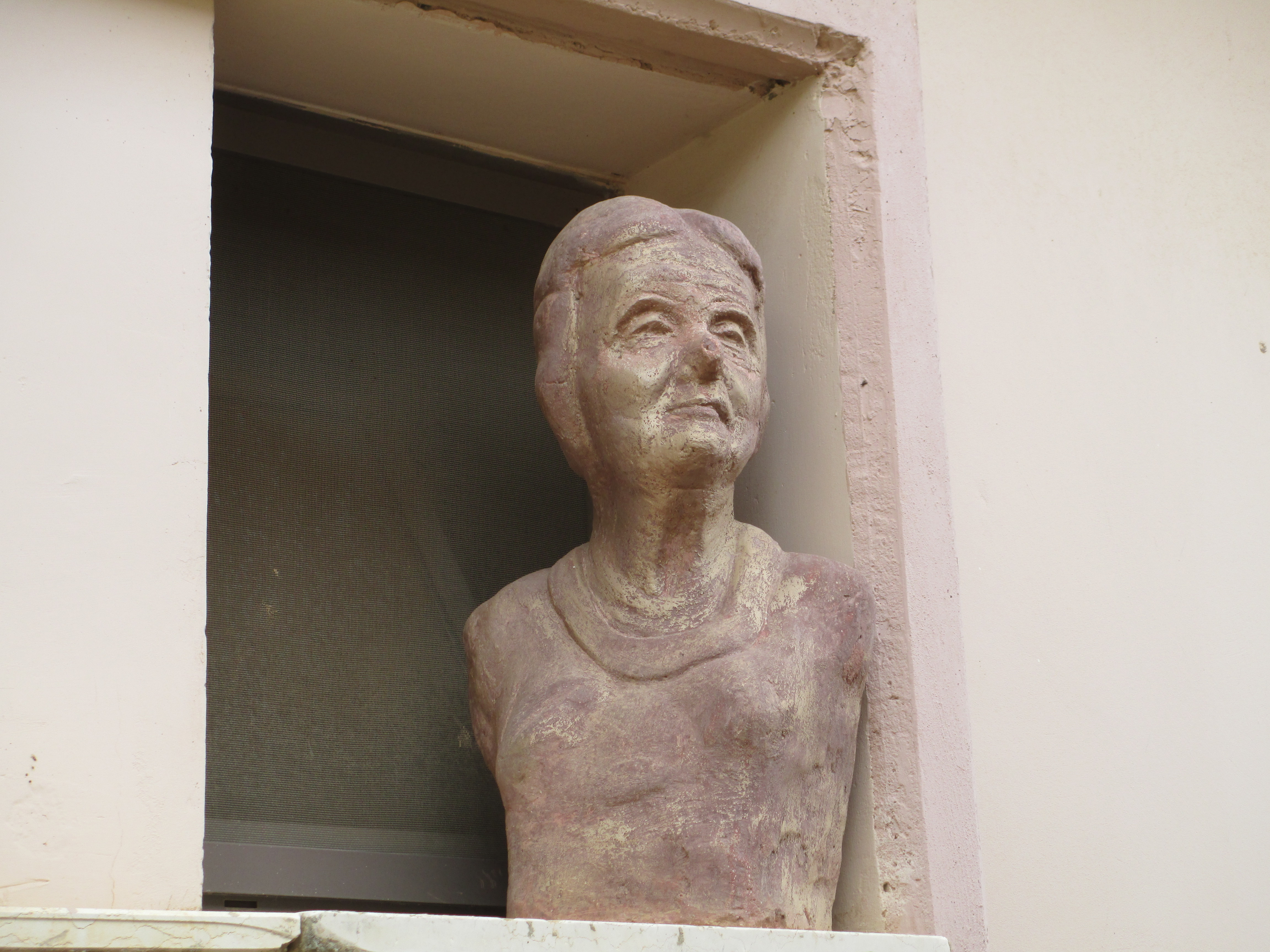
Бюст в кибуце Кфар-Блюм
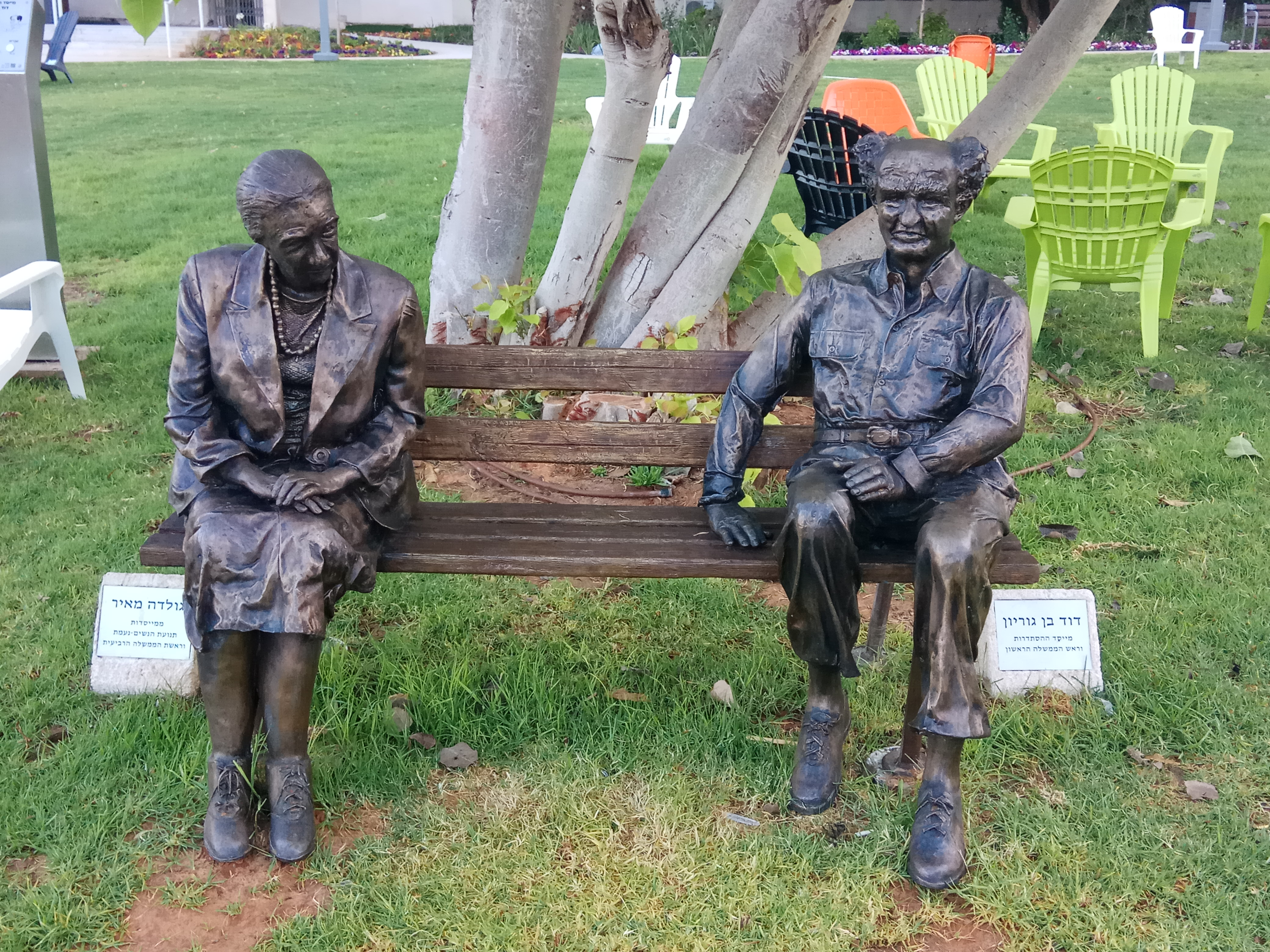
Статуя Меир и Давида Бен-Гуриона в парке Гистадрута (Тель-Авив)

### Комментарии
1. ↑  Многие ранние биографии сообщают, что Голди сама была избрана одним из делегатов конгресса от Милуоки, но её имени в списке делегатов нет[30].
2. ↑  Политолог Б. Стейнберг со ссылкой на ещё одного биографа, Р. Мартина[англ.], упоминает ещё две предполагаемых любовных связи Меерсон в предвоенный период. При этом она, однако, подчёркивает, что в обоих случаях её мужчины (Залман Аран и Яаков Хазан) были моложе её, а Хазан к тому же представлял конкурирующую партию[54].
3. ↑  Согласно Беркетт, это требование кончилось скандалом, и Моррис уже в 1938 году уехал из Палестины в Персию, в представительство «Солель Боне»[76]. Клагсбрун, напротив, пишет, что Моррис проживал с детьми вплоть до 1940 года, когда снял отдельную однокомнатную квартиру, где они его часто навещали. Отъезд в Персию, согласно ей, состоялся вскоре после этого[77].
4. ↑  Много лет спустя, уже в независимом Израиле, Голда продолжала чувствовать вину за то, что не попала в число арестованных, и пыталась найти этому логичное объяснение — например, ошибочно заявляя, что в Палестине просто не было женских тюрем[98].
5. ↑  26 (или 27[115]) декабря на дороге из Тель-Авива в Иерусалим, среди прочих, был обстрелян конвой, в составе которого ехала сама Голда, среди пассажиров были погибшие[116][117].
6. ↑  В 1953 году в Израиле началось массовое строительство бо́льших по площади квартир на две и три комнаты[151].
7. ↑  Ф. Клагсбрун пишет, что в середине 1950-х годов у Голды, возможно, возник новый роман с Генри Монтором, женатым американским евреем, возглавлявшим Корпорацию развития Израиля. Их отношения прервались после того как Монтор был уволен со своего поста и переехал в Италию, где женился вторично на местной жительнице[161].
8. ↑  И. Д. Звягельская пишет, что за ориентацию на европейские державы в международной политике, в частности, выступал Перес, тогда как Меир была сторонницей курса на сближение с США[182].
9. ↑  Ф. Клагсбрун отмечает, что и Индира Ганди, и Сиримаво Бандаранаике стали премьер-министрами после смерти соответственно отца и мужа, тогда как путь Меир к креслу премьер-министра был полностью её личным достижением[216].
10. ↑  Б. Стейнберг приходит к выводу, что фактически Голда была более демократична по отношению к представителям оппозиции в кнессете, чем к собственным соратникам[221].
11. ↑  Мирное соглашение Хусейн и Меир неоднократно пытались выработать в ходе тайных встреч. Однако иорданский король, опасаясь реакции прочих арабских стран, не соглашался на территориальный компромисс и настаивал на передаче под свой полный контроль всех территорий, занятых Израилем в 1967 году, включая Восточный Иерусалим[251].
12. ↑  А. И. Смирнов предполагает, что остановка продвижения египетских войск на Синае была вызвана страхом полного разрыва отношений с США[263].
13. ↑  Э. Беркетт указывает, что Меир продолжала отрицать существование палестинцев как отдельного народа даже в конце 1960-х годов, когда генеральный секретарь её собственной партии Арье Элиав опубликовал доклад, доказывающий, что у них сформированы все национальные институты и что отношения с ними должны быть приоритетнее отношений с соседними арабскими странами[334].